# TBSラジオ エキサイトベースボール
『TBSラジオ エキサイトベースボール』（ティービーエスラジオ エキサイトベースボール、TBS Radio Excite Baseball）は、2006年から2017年まで日本のTBSラジオが放送していたプロ野球中継番組である。放送上では『TBSラジオ954 エキサイトベースボール』（ティービーエスラジオきゅうごーよん エキサイトベースボール）と呼称されることがあった。基本的に日本野球機構（NPB）内に属する球団の試合を中継していた。
TBSラジオは関東地方をエリアとする放送局であるが、JRN系列のキー局でもあるため、ナイターについては『JRNナイター』（ジェイアールエヌナイター）の総称 のもと全国ネットで放送される場合があった。
本項では、前身となる番組や、放送を終了した2018年以降の各系列局におけるプロ野球中継の状況についても併せて記述する。

## 番組の歴史

### 中継放送開始 - 1960年代
局名が「ラジオ東京」だった1952年、3月の読売ジャイアンツ（巨人）対毎日オリオンズ定期戦（オープン戦）で初のプロ野球中継を編成（独占中継）。この編成にあたり、当時スポーツアナウンサーが不足していた ラジオ東京は、日本放送協会（NHK）から大阪局の小坂秀二と名古屋局の近江正俊を移籍させた。最初の中継は3月12日の定期戦3・4戦。実況担当は小坂、解説には野球記者の大和球士を迎えた。その後は、1957年まで不定期で放送していた。

#### レギュラー編成の開始
1958年5月4日、毎週日曜20:00 - 21:00のレギュラー編成によるプロ野球中継を開始。また、解説者も大和に元中日内野手の土屋亨を加入させ、初の複数人体制となった。当時は東芝（東京芝浦電気）の一社提供による冠スポンサー番組として『東芝ナイター』（とうしばナイター）のタイトルで放送された。雨天中止の場合は、『東芝ジュークボックス』を編成。
1959年は、週二回に増加。5月7日から9月24日の木曜20:00 - 21:00に東邦酒造一社提供の『モロゾフナイター』を放送（21:37までの延長オプションあり。雨天中止の場合は『モロゾフ・ハイファイ・タイム』を放送）。「モロゾフ」は東邦酒造のワインブランド名。
1960年は、5月5日より木曜20:00 - 21:00に『木曜ナイター』（もくようナイター。日本電気一社提供）を開始し、全ナイター中継において21:37までの延長オプションが設けられた。「東京放送」（TBS）となった後の1961年は日曜が19:30 - 21:40、木曜が20:00 - 21:40にそれぞれ放送時間を変更。『木曜ナイター』は1961年10月5日をもって一旦終了（終了当時は伊藤ハム一社提供）。
1962年には、日曜夕方の薄暮ゲーム中継として4月22日から日曜16:20 - 18:55に『フェザー・シルバー・ナイター』を開始（フェザー安全剃刀の一社提供）。大相撲中継期間は『三菱ダイヤモンド・ナイター』（みつびしダイヤモンドナイター）として放送。日曜ナイターは東芝に代わり清酒黄桜（黄桜酒造）の冠番組として5月6日より19:15 - 21:40に『黄桜ゴールデン・ナイター』（きざくらゴールデンナイター）を放送（試合の無い場合は、『黄桜演芸場』『てんや・わんやの民謡百景』などを編成）。いずれも9月30日まで放送。

#### ナイター中心の編成開始
1963年4月には、編成部長の中村新と編成課長の辰繁存らにより、ナイター中継を夜間放送の中心に据える編成を導入。月・金曜を除いた火 - 木・土・日曜の18:55 - 22:00の枠による帯番組編成となる。また、引き続き日曜16:20 - 18:55枠には『日曜薄暮ゲーム』（にちようはくぼゲーム）としてフェザー安全剃刀の一社提供または三菱商事・三菱石油（いずれも三菱グループ加盟社）の提供で放送 試合の無い時は『ダイヤモンド・ハイウェイ』を編成）。4月6日の『火曜ナイター』（かようナイター）より新編成による中継を開始した。ナイター中継中心の編成が組まれた背景には、プロ野球中継しか夜間の番組がスポンサーがつかなくなっているという認識があったとされる。また、『TBSナイター』（ティービーエスナイター）という総称が使用されるようになった。
この編成に伴い、実況アナウンサーは渡辺謙太郎・吉川久夫・岡部達・石井智・池田孝一郎・山田二郎が特定球団ごとに担当することとなった。また、巨人戦中心の編成をするとともに名古屋・関西（大阪・兵庫）・広島・福岡各本拠地球団主催試合をフォローする必要性から現地局であるCBC・ABC・RCC・RKBとの関係を強化した。
21:00以降の枠には、雨天中止・早終了などの場合によるクッション番組として『ナイター・ジョッキー』が挿入 され、芥川隆行が担当した。
ナイターのスポンサーも、引き続き各曜日ごとに単独で担当することとなった。火曜は日本酒造組合中央会、水曜はコカ・コーラ、木曜は日本漁網船具、土曜は資生堂、日曜は前年から引き続き清酒黄桜。
1964年も引き続き同じ編成。スポンサーは、水曜がコカ・コーラ ボトラーズ（名称変更）、日曜薄暮ゲームが三菱商事・三菱石油のみとなった。

#### 1960年代後半
1965年、木曜のスポンサーが大関酒造に変更。また、同年5月2日にTBSラジオをキー局とするネットワーク組織「Japan Radio Network」（JRN）が発足した事に伴い、中継カードによりJRN系列全国ネット番組としての役割も担うこととなる。10月10日をもって『日曜薄暮ゲーム』の放送を終了。
1966年4月には、『月曜ナイター』（げつようナイター。ロッテの一社提供）も開始し週6回となる。また、試合のない場合の予備枠として、20:00まで『ナイタージョッキー』、それ以降は『○曜リクエストジョッキー』 を設けた。土曜ナイターのスポンサーから資生堂が外れ別の複数社による提供となる。
1967年には、放送時間を18:25 - 21:30に変更。試合のない日は、19:30までは『ナイタージョッキー』、20:00までは『○曜リクエストパレード』、それ以降は『ミュージックワイドショー』（月・日）『歌謡曲ワイドショー』（火）『ポピュラーワイドショー』（水・土）『ヒットワイドショー』（木）を放送していた。また、この頃より番組表では『プロ野球ナイター実況中継』（プロやきゅうナイターじっきょうちゅうけい）という総称が使われた。スポンサーは、月曜が東鳩製菓、土曜は前年複数社の一つだったトヨタ自動車販売の一社となり、日曜のスポンサー名義が黄桜酒造に変更された。
1968年は、18:40 - 21:40に変更。18:50までは『プロ野球デスク』（プロやきゅうデスク）として内包。試合のない日は、20:00まで『ナイタージョッキー』、21:00までは月・日曜が『演芸バラエティ』火曜が『お笑いバラエティ』水・木・土曜が『ミュージックバラエティ』、21:40までは月・日曜が『爆笑ジョッキー』火曜が『歌謡ジョッキー』水曜が『こりゃまたジョッキー』木曜が『おかしなジョッキー』土曜が『まじめなジョッキー』をそれぞれ編成していた。月曜のスポンサーは複数社となった。
1969年は、『金曜ナイター』を開始。全曜日編成となった。10月5日をもって、『TBSナイター』としてのレギュラー放送を終了。

### エキサイトナイター時代

#### 1970年代
1970年4月12日より、『TBSエキサイトナイター』（ティービーエスエキサイトナイター）としての放送を開始。タイトルについては『TBSラジオエキサイトナイター』と表記される場合もあり、初年度の番組表ではこの表記が使用された。編成時間は、18:50 - 21:40。また、直前には平日・土曜は18:30 - 18:50に『歌のクリーンヒット がんばれジャイアンツ』が、日曜は18:40 - 18:50に『フレーフレージャイアンツ』がそれぞれ編成された。この頃には、概ね複数スポンサー提供となっており、単独スポンサー提供となっているのは日産自動車が付いている日曜のみだった。
1971年は、引き続き前年と同様の編成。ただし、平日・土曜については中継直前に2本のミニ番組を内包する形をとった。ミニ番組は18:30 - 18:40が『毒蝮のがんばれジャイアンツ』（出演：毒蝮三太夫）、18:40 - 18:50は『マツダマチャアキスタジアム』（出演：堺正章・市地洋子。マツダ一社提供）。また、この頃には国外旅行ないしは万円単位の賞金が当たるというリスナー向けプレゼントクイズの企画も行っている。
1972年は、火 - 日曜の18:45 - 21:40に編成。また、金曜のスポンサーは1974年まで三井グループ単独提供となった。1973年は、火 - 日曜の18:40 - 21:30に編成。
1974年は、18:25 - 21:10に編成。この年をもって、初中継以来23年に渡り専属解説者を務めてきた大和が降板（同年11月には、解説としての功績を評価され、TBSラジオから「ゴールデンマイク賞」を受賞した）。
1975年は、18:15に繰り上げ、また、前座コーナーとして新専属解説者牧野茂による『牧野茂のナイター見どころ聞きどころ』（まきのしげるのナイターみどころききどころ）を開始。
1976年は、18:20 - 21:10（月曜ナイターの場合もあり）。また、試合のない日は『二郎で勝負!リクエストナイター』を編成していた（月曜は別編成）。ナイター直前には『ナイタースタートダッシュ』と題した5分枠のミニ番組を開始（原則ナイター枠のない月曜も同時間帯に放送）。また、日曜昼には『TBSサンデースポーツスペシャル』と題して、土曜日にも『土曜ワイドラジオTOKYO』の枠内フロート番組として、適宜在京球団のデーゲーム中継を放送したことがあった。
1977年は、火 - 日曜の18:20 - 21:10、月曜は試合のある日のみ18:20 - 21:30の枠に編成。月曜以外の試合のない日は『二郎で勝負!リクエストナイター』を編成。
1978年は、火 - 日曜の18:20 - 21:10を基本編成として、試合予定のない日は『ラジオナイター・歌謡曲』を編成した。また、デーゲームしかない日は『デーゲームハイライト』を編成。この時、巨人主催試合については、ラジオ関東が読売新聞社（巨人の親会社）との契約で独占中継権を獲得したことに伴い、JRN・NRN各局とも中継することが不可能となったため、巨人戦はビジターカードのみの放送となり、主催カードが実施される場合は、関東の他球団（主にヤクルト・大洋主催の試合）のカードを中心として放送した。
1979年は、基本編成変わらず。デーゲームハイライトとして録音中継が編成されることもあった（参考：4月14・15・22・28・29日）。前年、巨人主催試合の中継から締め出された影響で、地方局の聴取率・営業面の低下が進んだことを受け、この年から、巨人主催試合のみ読売新聞社から販売購入を行う形で、ラジオ関東（1981年10月よりRFラジオ日本。以下、RF）との共同制作となったため、一部同局解説者及びアナウンサーを起用（片方のみTBSラジオからの起用となる場合があれば、両方がRFからの起用となる場合もあった。事実上RFの「TBS用裏送り」またはTBSの「RF用裏送り」と同じ）

#### 1980年代
1981年は、火 - 日曜の18:15 - 21:00に編成。同年限りでRFとの共同制作による巨人主催試合中継は終了。1982年より、RFから放送権を買い取ったうえで自社制作に戻る。
1983年は、18:00 - 21:00に編成（試合のない日は『歌謡曲で全力投球』を編成）。1984年は、試合のない日の特別番組として『プロ野球ネットワーク』を編成。また、高山栄がパーソナリティを務める『ナイタージョッキー』を終了後に放送。1986年より、18:00 - 21:00を全日ナイター枠に設定。また、4月7日より、試合予定のない月曜日限定で『マンデーナイトベースボール』を放送開始（時間は18:00 - 21:00）。
1987年は、ナイターが予定されていない月曜の編成については、18:00から『マンデーナイトベースボール』（出演：小林繁、松下賢次）、20:00から『三菱ドライビングジョッキー』（三菱自動車工業一社提供。出演：かまやつひろし、早見優）、20:30から『ハロー!ワンニャン』（出演：宮野のり子）、20:45から『理佐の大冒険』をそれぞれ放送。
1988年は、ナイターが予定されていない場合の編成は、火 - 日曜は『プロ野球ネットワーク』と『ナイターミュージックランド』、月曜は18:00から『マンデーナイトベースボール』（出演：田淵幸一、松下賢次）、20:00から『KMオン・ザ・ロード』（KMグループ単独提供）、20:30から『山東昭子のフレンドトーク -この人あの時-』（出演：山東昭子）をそれぞれ放送）。
1989年のナイターが予定されていない月曜は、18:00から『マンデーナイトベースボール』（出演：小林繁、林正浩、香川恵美子）、20:00から『TBSラジオスペシャル』を放送していた。

#### 1990年代
1990年より、枠を21:30までに拡大。ナイター予定のない日について、月曜は前年と同様（ただし、『マンデー…』の出演は山田二郎と林正浩）で、それ以外は『プロ野球ネットワーク』『ナイター・ミュージック・ランド』（以下、火 - 木・土・日曜）または『プロ野球東西南北』『ナイター・ミュージック・ライブラリー』（以下、金曜）を放送。
1992年は、ステレオ放送の開始に伴い、『ステレオ・エキサイトナイター』のタイトルを併用開始（1995年まで）。また、放送枠を21:20までに縮小した。ナイターが予定されていない月曜は、18:00から『マンデーナイトベースボール』（出演：宮沢隆、神田紅）、20:00から『TBSラジオスペシャル』、21:00からは新番組『太郎と太郎』（出演：木村太郎）を放送していた。
1993年は、ナイターが予定されていない月曜は、18:00から『マンデーナイトベースボール』（出演：栗山英樹、長峰由紀）、20:00から『TBSラジオスペシャル』、21:00から21:25まで新番組『ひでたけ・ゆみこのAKASAKAギャッピング』（出演：高嶋秀武、福島弓子）をそれぞれ放送していた。同年をもって、『マンデーナイトベースボール』の放送を終了した（最後の放送は8月30日。時間は18:00 - 20:00だった）。
1994年は、10年ぶりに火 - 日曜の週6日へ縮小（月曜ナイター枠を原則廃止）。1995年は、21:00に縮小。また、8月26日からのヤクルト対中日ナイター三連戦をニッポン放送からの番販購入により放送した（1997年にも、普段ナイターが組まれることのない月曜となる5月5日にヤクルト対中日戦中継が編成された）。いずれもCBCラジオへのネットは認められず、同局では他カードおよび定時番組で穴埋めしたと思われる。
1999年10月2日をもって、30年に渡る『TBSエキサイトナイター』としてのレギュラー放送を終了。

### ザ・ベースボール時代
2000年、『TBSラジオ ザ・ベースボール』（ティービーエスラジオ ザ・ベースボール、TBS Radio The Baseball）に変更（レギュラー放送としての開始は、4月4日）。印刷物やウェブサイトにおけるタイトルロゴは『ザ・ベースボール』『the baseball』の2つを使用していた。前座番組は『キャッチ・ザ・ベースボール』（Catch The Baseball）のタイトルで、試合終了後のハイライト番組は『ザ・ベースボールジョッキー』（The Baseball Jockey）のタイトルで放送。
2001年4月には、巨人主催試合のネット配信を開始した。同年10月1日、従来テレビとの兼営局だった東京放送がラジオの放送事業を子会社TBSラジオ&コミュニケーションズへ完全に移行。それに伴い、『ザ・ベースボール』の制作・放送も同社に移行した。

### エキサイトベースボール時代
2006年、タイトルを『TBSラジオ エキサイトベースボール』に変更。デーゲーム、ナイターオフなどの特別編成時は『TBSラジオ エキサイトベースボールスペシャル』（TBS Radio Excite Baseball Special）のタイトルで放送。また、同年よりTBSグループの番組制作会社であるティーエーシーが制作に関わる。

#### 土・日曜ナイター編成廃止後
2010年、土・日曜のレギュラー編成によるナイター枠を廃止した。併せて、JRN系列の土・日におけるナイター中継も廃止した。
これには、
1. TBSラジオの放送エリアにあたる首都圏内のナイター中継聴取率が減少傾向にあること[49]。
2. 2005年以後巨人戦（ホーム・ビジター問わず）の週末・祝日の開催の多くがナイトゲームからデーゲームに移行し、全試合デーゲーム・もしくは東京ヤクルト主催試合のみナイトゲームとなって放送枠自体の維持が困難になりつつある[49]。
3. 先述の要因などからナイトゲームの定期ネットを打ち切る局が続出している。

などの点が挙げられる。
この影響から、NRN/JRNクロスネット局（主にAMが1局しかない県）で週末にJRNナイターを放送していた局は、放送を打ち切って野球以外の通常番組に切り替えたか（TBSラジオからの音楽番組のネット受けを含む）、NRNナイターのネット受け（これでJRNナイターが実質火曜日のみとなる）にした局も多数ある（但し、土曜・日曜・月曜<祝日・セ・パ交流戦期間など>はプロ野球チームがある地域へ向けて、そのチームが関東圏で試合をする場合の裏送りはある。後述）。
具体的なアナウンスはないが、この2010年以降、公式戦期間中の月曜の中継も原則として行われていない。2012年6月の聴取率調査期間には、約3年ぶりの月曜の中継が実施された。
2012年10月1日、制作プロのティーエーシーがテレコム・サウンズと合併しTBSプロネックスが発足。以降、制作体制が同社とTBSラジオに移行する。
2013年8月31日、土・日ナイターレギュラー編成廃止後初めて、巨人が関与しないナイターとなる、阪神対広島戦（阪神甲子園球場）を放送した（解説：元木大介、実況：小笠原亘、リポーター：戸崎貴広）。しかし、公式戦期間中の土・日ナイター中継は同年9月22日の巨人対広島戦（巨人のリーグ優勝決定試合）を最後に実施されておらず、2014年以降の土・日ナイター中継はクライマックスシリーズと日本シリーズのみとなっている。

#### RFラジオ日本との再提携（2016年）
2016年シーズンからこれまでのTBSラジオを始めとするJRNの各局に加え、以前共同制作をしたことのあるラジオ日本との協力関係を復活させ体制を見直すことを決定。これによって、ラジオ日本側では、巨人主催試合およそ20試合を制作し、JRN各局に放送するのに対して、ラジオ日本へはJRN各局が、それぞれの球場で作るナイター中継（主に巨人のビジターゲーム中心。TBSラジオからもDeNA主催試合を配信）をネット受けすることになっている。これによって、本番組での巨人戦中継カードは2015年シーズンに比べ約20試合増え、全中継カードの約8割が巨人戦となる。

#### プロ野球中継の放送業務からの撤退（2017年）
『週刊ポスト』は、「TBSラジオが2017年の日本シリーズを最後に、プロ野球中継の制作から撤退する可能性がある」という記事を同年の9月29日号に掲載した。当該記事では、近年の野球中継について、内部情報を基に「聴取率悪化による広告収入の減少や、球場の放送席の使用料の高騰などで、採算が厳しい」という状況にあることを指摘。TBSスポーツアナウンサー時代に長年中継に携わってきた松下賢次は、同誌記者からの取材に対して、「ラジオ中継のファンからブーイングが起こるのではないでしょうか。TBSは日本で初めて帯番組としてナイターを行った老舗であり、音声だけであらゆるものを網羅するラジオ中継はひとつの文化。赤字を理由に辞めるのは悲しい」という趣旨のコメントを寄せた。
これに対して、TBSラジオでは「『中継の独自制作を続ける』『他社制作分中継のネット受け限定で放送を続ける』『中継の放送自体から撤退する』という選択肢を検討したうえで、2017年内を目処に結論を出す」という見解を示していた。11月29日には、2017年シーズンを最後にプロ野球中継の放送業務から完全に撤退することを、TBSラジオ社長（当時）の入江清彦が定例記者会見で発表した。この結果、11月4日に『エキサイトベースボールスペシャル』として放送された「SMBC日本シリーズ2017」福岡ソフトバンクホークス対横浜DeNAベイスターズ第6戦中継（福岡ヤフオクドーム、RKBラジオ制作分のネット受け）が、TBSラジオで放送された最後のプロ野球中継になった。同局におけるプロ野球中継の通算放送期間は66年間であった。
入江によれば、週末デーゲームが増えたことを背景に週末のナイトゲーム中継から撤退した2010年頃から、「『ラジオのマーケット拡大』『TBSの選択肢』という視点で考えれば、『（関東地方で）同じエリアのラジオ局（最大で5局）が同じカードを横並びで放送する』という編成状況はどうなのか」という疑問を持ちながら局内で検討を重ねていたという。その一方で、先の会見では、関東以外の球団所在地が放送対象地域に当たるJRNナイター参加局（北海道放送・東北放送・CBCラジオ・朝日放送ラジオ・毎日放送・中国放送・RKB毎日放送）との制作協力体制を「最終的に調整する」という方針を提示。プロ野球を初めとするスポーツ関連のニュース番組や、プロ野球選手が出演するバラエティ番組については、中継からの撤退後も制作や放送の可能性があることを示唆していた。

### プロ野球中継の放送業務からの撤退後（2018年以降）
TBSラジオでは2018年以降も、横浜スタジアムでのDeNA主催試合に限って、裏送り向け中継の制作業務および、他のJRN加盟局による乗り込み方式での中継の技術協力を継続。東京ドームでの巨人主催試合中継をRFラジオ日本が制作する一方で、首都圏開催分の西武・ロッテ主催試合については、開催の曜日や時間帯に応じて文化放送とニッポン放送（ロッテ主催は対広島戦デーゲームの中国放送向けのみRFラジオ日本も）が中継の制作業務を分担する形で委託するか、委託ができない場合はロッテまたは西武球団の公式映像と場内音声を利用して本社スタジオでの「オフチューブ実況」で自社制作するかのいずれかの体制へ移行した。
その一方で、2021年4月4日からは、「プロ野球専門の情報番組」として『石橋貴明のGATE7』（帝京高等学校硬式野球部出身のとんねるず・石橋貴明による事前収録の冠番組）を毎週日曜日にレギュラーで放送。2017年までナイトゲームを中継していた時間帯（平日の18:00 - 21:00）に2018年4月から2023年9月まで編成していた『アフター6ジャンクション』（さまざまなジャンルの「カルチャー」を取り上げる生ワイド番組）では、当番組に2014年から出演していた熊崎風斗（TBSテレビのスポーツアナウンサーで2013年の入社）を月曜日の「パートナー」に起用していたほか、プロ野球の話題を「カルチャー」の視点で取り上げる特集を月曜日（主に20時台の「BEYOND THE CULTURE」）に随時組み込んでいた。
JRN/NRNクロスネット局の一部では、TBSラジオのプロ野球放送業務終了に伴って、（2017年までプロ野球シーズン中にJRNナイターが割り当てられていた）火曜日に2018年からナイトゲーム中継の放送枠を組まなくなった。このような局では、2018年度から2022年度までの火曜日に、『アフター6ジャンクション』のネット受けを通年で実施していた（当該項で詳述）。ちなみに、熊崎は『アフター6ジャンクション』の「パートナー」を担当しない日に、DeNA主催試合（火 - 日曜日開催分）の裏送り向け中継で実況を続けていた。
もっとも、TBSラジオは2022年限りで、プロ野球中継の制作業務からも完全に撤退。TBSテレビも裏送り向け中継に対するスポーツアナウンサーと解説者の派遣を終了したため、熊崎を始めとする同局のアナウンサーがラジオのプロ野球中継で実況・ベンチリポートを担当する機会も完全に消滅した。
ただし、TBSラジオでは2023年以降も横浜スタジアム内に放送ブースを保有しているほか、野球中継関連の技術スタッフを確保している。このため、横浜スタジアムのDeNA主催試合中継を2022年まで定期的に放送してきたJRN加盟局では、以下のいずれかのパターンで放送を続けている。
- DeNA球団が公式に配信する試合の映像（TBSテレビ制作）と場内音声を活用した本社スタジオでの「オフチューブ実況」に移行（主にCBCラジオ・北海道放送・RKB毎日放送）
- 乗り込み方式による中継の自社制作をTBSラジオ・ニッポン放送・文化放送のいずれかの技術協力を受けながら継続（主に朝日放送ラジオ・MBSラジオ）
- ニッポン放送・文化放送・RFラジオ日本のいずれかに中継の制作業務をTBSラジオ経由で委託（主に中国放送の週末・祝日デーゲーム中継でのRFラジオ日本への、自社制作ができない場合の朝日放送ラジオ・MBSラジオのニッポン放送・文化放送への委託）

また、TBSラジオでは2023年の10月改編で、自社制作による平日の生ワイド番組の放送時間を大幅に変更。『アフター6ジャンクション』が『アフター6ジャンクション2』として月 - 木曜日22・23時台の生放送へ移行した一方で、前月（9月）まで平日の夕方に放送されていた『荻上チキ・Session』が『アフター6ジャンクション』の放送枠を引き継いでいる。

## 概要

### 放送時間
原則として火曜日 - 金曜日の17:50から試合終了まで放送する（最初の10分は直前情報に当てられ、実際の中継は18:00からとなる）。基本的に月曜日・土曜日・日曜日は中継をしないが例外として聴取率調査週間中の週末とポストシーズンゲームなどで月・土・日曜日に野球中継がある場合は、18:00または18:15からの放送となる場合が多い。
- 1982年度まで18:15からの放送だったが、1983年度から15分繰上げ18:00に、2000年度からは10分繰上げ毎日17:50になる。
- 週末は2001年から17:30に変更。
- 放送対象試合の開始時刻が18:00より前の場合でも中継開始は18:00である[注 15]。

『エキサイトベースボールジョッキー』（後述）の放送終了時刻を迎えても試合が続いていた場合は、編成の関係で当該時間枠以後で放送される番組のスライドは行わず、時間短縮や休止の処置が取られる。原則試合終了まで放送するが、試合時間が長時間に及んだ場合は23時59分で放送を打ち切る。

### 放送内容
TBSラジオはJRNネットワークの基幹局かつ関東地区担当局である。そのため、関東地区を本拠地とする球団のホームゲームの制作を担当する（読売ジャイアンツ、横浜DeNAベイスターズ、埼玉西武ライオンズ、千葉ロッテマリーンズの4球団）。また、JRNの全国ネットカードにならない試合も原則としてTBSラジオが制作を担当し、ネット局向けの中継（制作局では流れない中継を裏に送ることから裏送りと呼ばれる）、雨天中止時や中継カードが早く終了した場合の予備、あるいは放送用の素材として実況を行う（ただし、ネット局が乗り込んで自社制作する場合、その音源を活用し、TBSラジオは制作を行わない場合がある）。それに対して、その他の球団のホームゲームは、原則としてネット局が制作し、JRNのネットワークを通じて中継される（ネット局は後述）。JRNナイターとして全国ネットされる試合が、関東地区を本拠地とする球団のビジターゲームの場合、TBSラジオがリポーターを派遣する。
本番組は全国向けに制作しているJRNナイターをそのまま放送している場合が多いが、関東以外の球団主催によるビジターの巨人戦の中継がある時は、担当局制作のJRNナイターを受けずに自社制作で中継することもある（主に後述のスペシャルウィーク期間中の試合、交流戦の対楽天戦、金曜開催の対広島戦と対阪神戦）。
特にスペシャルウィークは、東京ドームの巨人戦や横浜スタジアムのDeNA戦など、首都圏向けと全国向けのJRNナイターを二重制作する。そのため、両チームのリポーターは双方の中継のリポーターを担当することになる。また対阪神戦の場合、阪神サイドのリポーター（月・金はMBS毎日放送のアナ、その他はABC朝日放送のアナ）はTBSラジオ制作の首都圏向けと全国向けの中継、そして自社制作の中継と3つの中継のリポーターを担当することになる。2010年度以降のスペシャルウィークでは巨人主催試合の二重制作を行わずにTBSラジオでもJRN向けナイターをそのまま放送していた（この場合でも関東以外への自社予備待機は行うことがある）が、2013年8月のスペシャルウィークでは30日の巨人対中日戦のみJA全農協賛の特別企画を行ったため、久々にTBS向けとJRN向けの二重制作を行った（スペシャルウィークではないが、8月2日の巨人対阪神戦でも一社提供となったため二重制作している）。
JRNナイターとして全国ネットされる場合はネット局での放送開始時刻および中継音声への切り替え時刻が異なるため、18時30分までの複数回、切り替え時刻に解説者・アナウンサーがコメントをやめて場内音→飛び乗り配慮のコメント（それまでの試合概要など）をしている（これはJRN・NRNナイター全国ネット共通）。なお、本番組の提供読みは18時の時報明けに行われる（試合開始時刻などによって異なるが、18時試合開始の場合、先頭打者の打席中に行われる）。
TBSラジオが制作する場合、他のJRN局が制作する場合と比べて他球場速報の割合が多い傾向がある。他局制作の放送をネット受けする場合、投球の合間に、TBSラジオのみ実況アナと解説者が話しているのを遮って、TBSラジオのスタジオから他球場の速報を入れる場合がある。CM明けなどのタイミングで他球場の実況速報を入れることも多い。

### 中継カード
主にセントラル・リーグ、読売巨人軍の公式戦をフォローする。2002年から2011年まで東京放送ホールディングス（TBSHD。旧東京放送）のグループ会社であった横浜ベイスターズの主催ゲームは、対巨人戦やNRN独占のヤクルト対巨人戦の裏ゲームを除いて中継機会が少なかった。
しかし、2000年代後半からはニッポン放送（LF、『ショウアップナイター』）やラジオ日本（RF、『ジャイアンツナイター』）との競合回避や、ラジオ日本経由で購入している高額な巨人主催試合本番カードの放送権料などの経費節約の観点からか、巨人主催試合のうち対戦相手の地元局がネット受けしないカード（在京球団同士となる対DeNA・対ヤクルト戦、ABC・MBSがTBSのネットを受けず自社制作することが多い対阪神戦。これらのうち、特に地方開催の場合や試合開始がイレギュラーな場合が多い）や火 - 木曜日の広島戦の一部（RCC中国放送が水 - 金曜はNRNラインを取るため。火曜の対広島戦はRCCへの裏送りで対応）は試合によっては放送せず（主に夏場）、代わりにDeNA主催試合を放送するか、他のJRN系列局が制作するカードをネット受けして対応している（セ・リーグ優先の方針のため、CBCラジオ制作の中日主催試合、ABC制作の阪神主催試合が多いが、まれに中国放送制作の広島主催試合もある。DeNA主催の対中日戦が平日に行われる場合はTBS-CBCの局間ネットとなることもある）。交流戦期間中は、LFがヤクルト主催試合優先の編成となることを踏まえ、従来通り巨人主催試合も対戦カードに関係なく放送していたが、これも2013年から対在京球団戦の試合の一部の放送を見合わせるようになっている。結果的に、2013年現在は、巨人戦に拘らずその日のセ・リーグの注目カードを放送する形になっている。ただ、2016年からRF制作の巨人主催試合の一部をネット受けしており、阪神や中日主催試合の放送は激減した。

パ・リーグの試合の中継はセ・リーグの試合が1試合も組まれていない、もしくは中継権を持っていないヤクルト主催試合のみの場合や優勝決定試合がほとんどで、年間の放送数はかなり少ない。特に西武の主催試合は、競合の文化放送（QR、『ライオンズナイター』）が1985年以降優先権に加えて管理権も持っている関係で予備カードも含め関東地区担当であるにもかかわらず低く設定されていた。

ヤクルトの主催試合は、1978年までは中継していたが、巨人戦中継問題の影響で1979年からニッポン放送が独占中継権を握ったため同年から放送できなくなった（オールスターゲーム・日本シリーズは日本野球機構管轄試合であるため放送は可能）。1994年から2001年までは、主催球団を問わず横浜と巨人が対戦している場合の裏ゲームに限り中継できたが、対中日戦のCBC中部日本放送（現・CBCラジオ）、対阪神戦のMBS毎日放送・ABC朝日放送、対広島戦のRCC中国放送へのネットは認められなかった。なおNRNにも加盟しているMBS・ABC・RCCは、JRN担当曜日であってもニッポン放送（＝LF。RCCの土・日ナイターは文化放送＝QR）制作、または自社制作の音源を使って放送が行われた。CBCはJRN単独加盟局であるため、JRN雨天予備カード（主に広島と阪神の対戦やパ・リーグの試合）または雨傘番組を放送せざるをえなかった。
1979年から2001年までは放送権の関係上、横浜スタジアムなどからの横浜大洋ホエールズ→横浜ベイスターズの主催試合中継ができなかった（日本シリーズを除く）。1999年以降、主催球団を問わずヤクルトと巨人が対戦している場合の裏ゲームに限り中継可能となっていた。ヤクルト主催同様に一部の局へのネットは認められなかったが、対中日戦については、NRN単独加盟局である東海ラジオ放送とビジターゲームの放送本数のバランスを取りたい中日球団の親会社でかつ東海ラジオ・CBC両者の株主でもある中日新聞社の意向を受け、NRNキー局のニッポン放送がJRN単独のCBCへの裏送りをこれに先立つ（巨人主催カードの独占が解消されて2年後の）1995年から別途実施する措置を取った。2001年末にTBSが横浜ベイスターズのオーナー企業になったのを機に、2002年から中継できるようになったが、その一方で1994年以降横浜対巨人戦の裏ゲームに限り中継できたヤクルト主催ゲームの放送権を再び失った。

巨人戦の放送権については、1978年以降ラジオ日本（旧・ラジオ関東）から購入する形式となっていたが、1993年と94年は読売新聞社から直接購入する形となった。しかし、1995年に再びRFから購入する形式に戻り、その後1996年まで、巨人主催ゲームのうち、水・木・金曜日の対ヤクルト・横浜戦がナイター編成に於いて引き続き直接購入となったLF（平日NRN・土日MBSとの2局ネット）・QR（平日は関東ローカル・土日NRN）・RFにしか認められなかったため、該当日はTBSラジオがヤクルト・横浜対巨人戦の場合と同様に条件付で認められた裏カードのヤクルト・横浜主催ゲームやパ・リーグの試合を中継したり、JRN系列局制作のナイターをネットして凌いだ。このため、ABCが、聴取率調査期間かつ阪神戦非開催時の水・木曜日に巨人対ヤクルト／横浜戦を自社制作で中継した際には、LFが技術協力を行った。それ以外でも水・木曜のABCや金曜のMBSが阪神戦非開催時に同カードを本番として設定した際には、ヤクルト・横浜主催時と同様にLFが二重制作して本来JRNラインを取る局向けに裏送りしていた。なお、この間の水・木・金曜日の対ヤクルト・横浜戦であってもナイターオフ編成の開幕カードと北海道シリーズのデーゲームはTBSによる中継が認められた（LFが番組編成上中継しない場合が多いため）。

またこの時期、ラジオ日本（およびぎふチャン、ラジオ関西）向けに放送される中日・阪神の主催試合はそれぞれCBC、ABC（一部TBSも）が委託制作を行う形で中継を行い、出演者もそれぞれの放送局から登場させた。また広島主催試合を放送する場合はRF制作としながらRCCの技術協力による放送を行い、RCC所属のアナウンサー・解説者の両方またはいずれかを出演させた事例がある。（ABCとRCCはNRNとのクロスネット加盟であるが、本来のネットワーク担当日に関係なくJRN扱いとした）また交流戦の「ソフトバンク対巨人」の福岡Yahoo!JAPANドームで開催した試合をRFがRKBに委託制作し、RKBの出演者がRFの中継に出場した試合もあるほか、2013年4月23日に京セラドーム大阪で開催した「巨人対DeNA」の試合においても「RFラジオ日本制作・ABCラジオ技術協力」とクレジットして放送した。
LF・MBS・RCCが過去に福岡ドームで開催時のヤクルト主催ゲームを自社制作で放送した際、本来ならNRN系列局のKBC九州朝日放送が技術協力を行うところだが、非NRN扱いとなる土・日曜のLF・MBSや、週末デーゲーム時のRCCでは、本来放送権のないRKBの技術協力となったことがある。これは、過去の「FOLネット」の名残で現在もRKBがNRN番組の一部を放送していることや、MBSとRKBの相互の資本関係とも関係がある。

#### オフシーズン編成期の中継
公式戦は2001年以降、セ・リーグ、パ・リーグともリーグ優勝やプレーオフ・クライマックスシリーズ出場チームの決定云々に関係なく原則TBS自社での中継は行わない方針となった。ただし、中継権や番組編成の都合で稀にTBS自社で中継する事もある。JRN系列局への裏送りや自主制作時の技術協力はオンシーズン中と同様に行われる。
クライマックスシリーズは、セ・リーグ、パ・リーグともナイターで開催された場合に限り放送（ただし2010年のパ・リーグについてはファーストステージの放送予定を一切組まなかった。2011年はファーストステージがヤクルト主催となったため、ファーストステージはパ・リーグのみ、ファイナルステージはセ・リーグのみの放送とした。2015年もファーストステージがパ・リーグの第1戦を除いてすべてデーゲームとなり、ファイナルステージがヤクルト主催のため、パ・リーグのファイナルステージのみ放送とする）。両方が同日開催となる場合はセ・リーグの方を優先し、パ・リーグは予備カードとする。一方、土・日などデーゲームとなった場合は、『久米宏 ラジオなんですけど』『サタデー大人天国! 宮川賢のパカパカ行進曲!!』『爆笑問題の日曜サンデー』といった通常編成のワイド番組を優先するため、セ・リーグの試合であっても原則として放送しないが、例外として2010年10月17日のセ・リーグCSファーストステージ「阪神対巨人」第2戦はデーゲーム開催ながら『日曜サンデー』を短縮の上で放送した。また、クライマックスシリーズ期間中は首都圏の聴取率調査期間と重なることが多いためか、遠方の試合であっても殆どは関東向けに自社制作する。また、ABCラジオ、MBSラジオ、CBCラジオなども遠方の試合や地元球団の関わらない試合も含めて自社制作する（例外あり）ことから、JRNナイター参加局間で相互に協力は行うものの実況音声そのものの局間ネット例は少ない。
日本シリーズは全試合放送する。関東地区開催分では原則として自社分をJRN全国中継として配信するが、年によっては関東向けと地方向けの二重制作を行うこともある（ただし、クライマックスシリーズ導入後は二重制作の例は見られなくなっている）。巨人がシリーズに進出した場合は遠方での開催分でも、地元局制作のJRN全国中継を受けずに、関東向けの自社制作を行う（巨人以外が進出した場合は、首都圏の聴取率調査期間を除いて地元局制作のJRN全国中継をネットするが、解説者のみ派遣する場合がある）。なお、関西地区でのネット相手は、第1,2,6,7戦はABC、第3-5戦はMBSである。その他のクロスネット局は楽天優勝時のTBCなどレギュラーシーズンに合わせて第1,2,3,6,7戦をJRN受けにしている地域が多い。2010年・2011年は土・日のJRN全国中継取りやめの影響で、土曜開催の第1,6戦については局によって対応が分かれることになったが、2012年からは土曜開催分も概ねJRNに戻っている。また、SBSやかつてのRCCなど全試合をJRN受けとしている局もある。

### 関連番組
2009年度まで土・日曜日は、試合開始前（17:30-18:00）に『キャッチ・ザ・エキサイトベースボール（Catch The Excite Baseball）』を放送していた。土曜日は17:45-17:50に『ウィークエンドネットワーク』（全国ネット）、日曜日は17:40-17:50に『中嶋常幸のティーグラウンドへようこそ!』（関東ローカル）を内包する。なお、2000年度から2005年度にかけては平日にも17:50-18:00に放送されていた。現在もこの名残で17:50から18:00までは他球場の先発投手情報やTBSラジオで自社制作する場合は当日中継を担当する実況アナウンサーと解説者による直前情報を伝える。
21:00からは『エキサイトベースボールジョッキー（Excite Baseball Jockey）』を放送し、中継カードのハイライトや他カードの途中経過・試合結果などを伝える。他球場の展開によっては他球場から生中継を行う場合もある。終了時刻は22:00で当日中継した試合の終了がそれに近い時間になるか、22時を過ぎた場合は休止される。また、『ジョッキー』の担当者が中継中のスタジオ業務（クイズのキーワード発表や提供読みなど）も担当する。
- 試合が早く終わった場合、定刻まで時間に余裕がある場合はJRN予備カードを放送（JRNナイターのネット局も定刻まで放送する）。定刻で一度放送を終了し、TBSのみ『エキサイトベースボール』のエンディングおよび『ジョッキー』のオープニングを挟んで中継を再開する。余裕時間が少ない場合は、前述の『ジョッキー』の担当者が登場し、事実上同番組を繰り上げてスタートさせる形になるが、こちらもJRNナイターのネット局が20:56までそのまま放送するため、その間は『ナイタージョッキー』のコーナータイトルで放送される。

レインコート（雨天中止時）またはナイターカードがない日には『プロ野球ネットワーク』が放送される。大阪地区のネット局が異なる金曜日（過去は月曜も）のみ番組名が『プロ野球東西南北』（プロやきゅうとうざいなんぼく）へと変わるが、根本的な内容の差はない。かつては19時から21時に『ナイターミュージックランド』（月・金曜以外）または『ナイターミュージックライブラリー』（月・金曜）を放送していたが、現在は上記番組のみ。
- 元々ナイターカードがない日のTBSラジオでは、プロ野球ネットワーク（東西南北）を途中で飛び降りる、または全編差し替えで独自の関東ローカル特番[注 32]を放送し、21:00まではJRN系列局へ裏送りすることがある。一方、RKBではソフトバンクの試合予定がない場合に自社制作番組『ホークス花の応援団』の拡大版へ差し替える場合がある。同様にMBSも『MBSベースボールパーク番外編 みんなでホームイン!』に差し替える場合がある。

#### 過去
1960年代 - 1970年代には中継開始前に『水原茂のプロ野球百科』『水原茂のプロ野球デスク』『夜のクリーンヒット・がんばれジャイアンツ』→『毒蝮三太夫のがんばれジャイアンツ』『プレイボール』『今日の野球・今日の出来事』『牧野茂のナイター見どころ・聞きどころ』『山田二郎のナイタープレイボール』『ナイター・スタートダッシュ!』が、1964年のナイター中継がない月曜・木曜には『田宮謙次郎月曜/木曜放談』という番組が放送されていた。毒蝮によれば、ナイトゲームが組まれることの少ない月曜日の『がんばれジャイアンツ』では、当時の巨人の主力選手の自宅から生中継を実施していたという。
1980年代にはナイター中継終了後フィラーで『高山栄のサタデー/サンデースポーツ』というスポーツニュース番組や『読売新聞プロ野球情報』という試合の速報番組も存在した。

## リスナーサービス

### 現金プレゼント
かつては「ホームラン現金プレゼント」と題して、中継カードでホームランが出るたびリスナーに現金のプレゼントを行っていた。番組で発表されるキーワードが必要だった。3つのキーワードを聴く必要があったが、一時期は1つのキーワードを数回発表する形もあった。
賞金額は以下の通り。
- ソロホームラン 1万円
- 2ランホームラン 2万円
- 3ランホームラン 3万円
- 満塁ホームラン 4万円
- サヨナラホームラン 5万円

スペシャルウィーク時は賞金を通常より多く用意し、1-5万円をHR一本通常1名からHR一本10人に当たる形にした。HR一本につき1名は変わらないが、賞金を普段の10倍にしてプレゼントしたこともあった。また、以前にはメイプルリーフ金貨や、ホームランを打った選手の背番号の数字に10000を掛けた金額をプレゼントしたこともある（その当時背番号99だった井上一樹（中日ドラゴンズ）がホームランを打ち、99万円がプレゼントされたこともあった）。
2009年は「エキベー定額野球付金」のリスナープレゼントを8月末まで実施した。定額給付金のもじりの名の通り基本的に2名に1万2千円がプレゼントされるものである。応募は電話のみで、当選者には折り返し電話がかかってきて、放送中に発表される3つのキーワードを答えられると獲得できる。受付締め切りは、試合終了時。シーズン途中から金額が2万円に増額された。
2010年は子ども手当をもじり「エキベー野球手当」と名前を変え、金額は1万3千円である。スペシャルウィークのみ実施し、それ以外の日はスポンサー提供の商品（主に酒類であるため、20歳以上のリスナーしか応募できない）をプレゼントしている。
- 8月度のレイティングスペシャルウィーク期間（8月24日~29日）では「エキベー野球手当　満額」と銘打って、期間中毎日10名のリスナーに現金2万6千円のプレゼントを実施。

### 友の会
2006年から「エキサイトベースボール友の会」、「エキサイトおハガキ」をスタート。概要などは公式サイトを参照。

### ワクワク野球塾
この番組の解説者が講師、実況アナウンサーが司会として、少年野球の指導をするイベント「ワクワク野球塾」が年数回行われている。番組内で告知されることは少ないが、ラジオCMや公式サイトで参加希望の少年野球チームを募集している。

## テーマソング
- 1994年度…HAPPY GO LUCKY（東京スカパラダイスオーケストラ）
- 1995年度…Longing 〜跡切れたmelody〜（X JAPAN）
- 1999年度…ベースボール天国（影山ヒロノブ）[注 34]
- 2003年度…Perseus-ペルセウス-（島谷ひとみ。TBSテレビと共通）
- 2004年度…Smile on me（SEIKO with Crazy.T。TBSテレビと共通）
- 2005年度…My Way（Def Tech）
- 2006年度…ALL HANDS TOGETHER（中島美嘉）
- 2007年度…君の中で僕の中で（ナスカ）
- 2008年度…Sunny Stripe（ORANGE RANGE）
- 2009年度…トライアングル（Perfume）
- 2010年度…Going!（KAT-TUN）[注 35]

これらとは別にインストゥルメンタルのテーマ曲が存在し、『ザ・ベースボール』時代にはTBSスポーツテーマ『コバルトの空』のアレンジバージョン、『エキサイトベースボール』となってからは椎名KAY太作曲のテーマ曲 が番宣CMや試合開始前の告知BGMなどに使用されていた。また、この曲は『プロ野球ネットワーク』『プロ野球東西南北』、さらにはナイター早終了時のスタジオパートでもオープニングやエンディングなどで使用されており、全国ネットで聴くこともできた。

## イメージキャラクター・マスコット

### 『エキサイトナイター』時代
1971年には、当時巨人所属選手だった長島茂雄をPRキャラクターとしてポスターやPRスポットに起用。
1982年には、専属解説者の野村克也・新専属解説者の張本勲と7人の巨人所属選手を広告ポスターに起用。各人が「エキサイトナイター」各文字の入ったパネルを持った写真を掲載した（野村は「エ」、張本は「キ」の字を担当）。

### 『ザ・ベースボール』時代

#### 954ベースボールエンジェルズ（2003年）
2003年はイエローキャブ所属の女性グラビアアイドル5人組ユニット「R.C.T.」と八幡えつこの6人で「954ベースボールエンジェルズ」という番組限定ユニットを結成。3月27日から8月31日にかけて本番組の広報活動を行い、イメージソング『Feel the Diamond』を発表した。また、メンバー毎に応援担当球団が設定された（セ・リーグのみ）。メンバーは、以下のとおり。
- 根本はるみ（横浜担当）
- 八幡えつこ（巨人担当）
- 小林恵美（ヤクルト担当）
- 五十嵐結花（阪神担当）
- かわいかおり（広島担当）
- 北川友美（中日担当）

#### ザ・ベースボールエンジェルズ2004
2004年は女優の米倉涼子1人が『ザ・ベースボールエンジェルズ2004』というユニットとしてイメージキャラクターを担当した。

#### サンキュ〜・ベースボール!キャンペーン（2005年）
2005年は女性タレントの起用をやめ、『ザ・ベースボール』スーパーバイザーでもある山本圭壱、蛍原徹の2人が「サンキュ〜・ベースボール!キャンペーン」と題した広報活動を展開した。

### 『エキサイトベースボール』時代

#### エキベ〜
『エキサイトベースボール』となった2006年から番組マスコットとして「エキベ〜」が登場。プロフィール上の生年月日は、2006年4月4日としている。エキベ〜は野球のボールをモチーフにしたマスコットで、頭にラジオのアンテナがついており、口を大きく開け地面に届くほどの長い舌を出している。
エキベ〜は着ぐるみ（歩行のため2本の黒い脚があり、舌と背中には「TBSラジオ　954khz」のロゴが書かれている）も制作されており、横浜スタジアムの横浜主催試合で、球団マスコットやTBSテレビのマスコットBooBoと共演していた。ただし、同球団が親会社変更で横浜DeNAとなった2012年以降は登場していない。

### 2015年
2015年にはうえむらちかをイメージキャラクターに起用。ラジオCM、広告に出演するほか、5月5日放送の『プロ野球ネットワーク』にゲスト出演した。

## ネット局（試合中継を担当する局）
| 放送局 （番組タイトル）                                                                      | 担当球団        | ネット曜日             | 備考 |
| -------------------------------------------------------------------------------------------- | --------------- | ---------------------- | --- |
| 北海道放送 （HBCファイターズナイター）                                                       | 日本ハム        | 全曜日                 | 東京ドームで開催される主催試合の中継はTBSラジオに委託（試合によってはHBCの中継陣による自社制作になる場合がある）。 2010年より土・日の自社制作分はSTVラジオが裏送り中継体制をとれない場合に限り予備カード扱いでニッポン放送（LF）・MBSへネットする事がある（LFが中継を休止した日はMBSに本番カードとしてネットすることもある）。 |
| 東北放送 （TBCパワフルベースボール）                                                         | 楽天            | 火・〔土・日〕         | NRNネットの月・水→金曜日も、裏送りでJRN向けの中継制作は行い（ただし予備カード時の「楽天対阪神」のうち、水・木曜はABC、金曜はMBSにJRN中継担当を委託することがある）、特に対日本ハム戦のデーゲームでSTVラジオが中継しない場合、ホーム・ビジター問わずHBCとは局間ネットで結ぶ。 JRN向けを優先する土・日曜も、2010年より自社制作分の場合、JRN系列局向けの送出予定がない一方でNRN系列局へのネット予定がある場合には、自社分をNRN向けとして放送し（後述の通り中日戦は例外）、関東・関西でのビジターゲームはNRNラインでネット受けする。なおJRN加盟局のうち、TBSラジオ・ABC・MBSの3局については、楽天主催試合はradikoでは配信されなかった。東京ドームで開催される主催試合は、要員の都合によっては自社向けのみTBCの中継陣により自社制作となる場合がある（この場合、TBCがNRNネットとなる曜日のJRN向け中継はTBSラジオに委託）。 阪神甲子園球場・神戸総合運動公園野球場で開催される主催試合は、ABC（火曜日は自社向け、水・木曜日は裏送り。2016年時点で夏の高校野球期間中の開催実績はなし）またはMBS（金曜日裏送り）に委託する。 2016年より火曜日に西武主催対楽天戦でTBSラジオが中継体制を取らない場合に限りNRNラインに切り替え文化放送ライオンズナイターをネット受けする場合がある。 |
| アール・エフ・ラジオ日本 （ラジオ日本ジャイアンツナイター） （ラジオ日本マリーンズナイター） | 巨人            | 全曜日                 | 1979年-1992年まで、RFとTBSが業務提携を結び、2系統別制作（1981年まではRF用、TBS用。相互乗り入れがあり事実上裏送りという形式となった放送もあった。1982年から完全にRF側、TBS側それぞれのスタッフでの別制作）を行ったほか、巨人ビジターの試合を対象にCBC、ABC、RCC裏送り、もしくはRF制作・RCC・CR協力となる試合があった。その後NRNの巨人主催試合再解放に伴い1993年以後、CBC制作の中日戦以外は提携を解消していたが、2016年度から提携を本格再開し、RF制作の巨人戦の中継のネット受け、及びTBSと各系列局制作（局・曜日により裏送り）の巨人戦中心のビジターカードをRF・GBS・CRKにもネットする試合があるが、GBSは本番カードである巨人戦が中止となるか、基から中日戦の開催がない、ないしはヤクルト主催の中日戦の裏カードなどで、CBCとカード重複が発生した場合は、サービスエリア重複による干渉を避けるため放送しないが、時折RFとTBSが別制作して双方で放送可能とする場合もある（後述）。 提携再開後も巨人主催の対中日戦についてはGBSへの配慮としてTBSが直接JRN向けを制作し、RF制作中継はGBS・CRK向けとしている。それ以外の巨人主催ゲームやDeNA主催の対巨人戦も、聴取率調査期間の対応、関東ローカル向け特別企画の実施や、TBS・RF双方の一定の自社制作本数確保の関係上、TBS-JRNとRFの別制作が行われることがあり、場合によってはTBS関東ローカル・TBS発JRN向け裏送り・RF制作独立局ネットの3系統となることがある（2016年8月23日など）。この場合はGBSもRFからのネット受けが可能だが、まれにCBCとの干渉時と同様に自社制作番組に差し替えることがある。 CRKはABC（火 - 木曜）・MBS（金曜）・WBS（火曜）とサービスエリア重複は発生するが基本的に並列放送とする。但し局の編成で放送可能な巨人戦の試合であっても自社制作の「ナイタースタジオ特集」に差し替える事例もまれに発生している（特に地方球場での巨人主催試合や、特例でRFが巨人戦以外のJRN本番カードをTBSラジオから受けた場合において） JRN本番カードが巨人戦以外の場合、「マリーンズナイター」としてロッテ主催試合をローカルで中継することがある。こちらは2017年からJRNとの提携対象に追加されており、他のJRN加盟局での中継予定が一切ない場合に限りJRN予備扱いとなる（他のJRN加盟局で中継される可能性がある場合は、従来通りTBSラジオが別制作する）。 |
| CBCラジオ （CBCドラゴンズナイター）                                                          | 中日            | 全曜日                 | 「中日 vs 巨人」は裏送りでRFラジオ日本・ラジオ関西向けの中継制作も行う。 2011年より土・日の自社制作分はLF・MBSが自社で中継体制をとれない場合に限り予備カード扱いでLF・MBSへネットする事がある（LFが中継を休止した日はMBSに本番カードとしてネットすることもある）。 |
| 朝日放送 （ABCフレッシュアップベースボール）                                                 | 阪神 オリックス | 火→木                  | 現・朝日放送ラジオ。2009年度までは土・日もJRNネットであった。この名残で、NRNネットの金→月曜日のうち、土・日曜日はデーゲームに限りHBC・CBC・RKB向けの中継制作も行う。 オリックス戦は自社では殆ど放送しないため、対戦相手地元局が自社制作した場合はそちらにJRN中継担当を委託することがある。 セ・リーグクライマックスシリーズは阪神が関与する場合は全てJRN扱いでの放送を想定しており、関西圏外の試合の自主制作時は開催地のJRNナイター参加局が技術協力する（逆も同様。）但し、ヤクルト主催の場合に限り、放送権の関係でLFの技術協力となる。また、阪神が関与しない場合のネットワーク対応は年度により異なり、シーズン中と同じ割り振りとした年度で、JRN担当曜日にヤクルト主催ゲームを放送する場合は、LFがABC向けに別制作した内容を裏送りでネット受け放送している。 逆にパ・リーグクライマックスシリーズは自社では放送しない裏送りでNRN系列局（QR・STV・KBC）向けを担当する（クロスネット局のTBC向けについては未定）。 日本シリーズでは1,2,6,7戦をJRNネットとする。 |
| 毎日放送 （MBSベースボールパーク）                                                           | 阪神 オリックス | 月・金                 | 2010年より土・日曜日の一部の試合（主にナイター）でHBC・CBC・RKBへネットする場合もある。ただしLF-MBSネットを優先するため、LFの本番カードの場合はMBS-LFとJRNの二重制作もしくはLFとMBS-JRNの二重制作となる場合がある。 セ・リーグクライマックスシリーズは阪神が関与する場合は全てNRN扱いで放送するが、阪神が関与しない場合のネットワーク対応は年度により異なる。 パ・リーグクライマックスシリーズはセ・リーグとは逆にJRN向けとみられ（ABCがQR-NRN向けを担当しているため。クロスネット局のTBC向けについては未定）、自社単独放送・ビジター側系列局（HBC・RKB）乗り込み中継向け技術協力に加え、2016年はファイナルステージのHBC制作日本ハム戦を予備カードとして編成している。 日本シリーズでは3,4,5戦をJRNネットとする。 |
| 中国放送 （RCCカープナイター）                                                               | 広島            | 〔月〕・火・〔土・日〕 | NRNネットの水→金曜日も、裏送りでJRN向けの中継制作は行う（ただし予備カード時の「広島対阪神」のうち、水・木曜はABC、金曜はMBSにJRN中継担当を委託することがある）。 JRN向けを優先する土→月曜〔土・日ナイターは2010年より〕も、自社制作分の場合、JRN系列局向けの送出予定がない一方でNRN系列局へのネット予定があり、かつヤクルト・阪神・オリックス主催に絡む日数補償の必要がない場合には、自社分をNRN向けとして放送し、ビジターでもJRN系列局が放送しない一方でNRN系列局が放送予定を組んでいる場合は、NRNラインでネット受けする（ただし在京球団主催のデーゲームと月曜ナイターはLF・QRの放送予定にかかわらず、原則としてTBSラジオからの裏送りまたは自主制作。ただしナイターオフ期間は年度により例外あり）。 関西の球団の主催試合については、対広島戦に限り曜日及びネットワークに拘らずABCからのネット受けとなる。 ヤクルト主催試合は対広島戦に限り全曜日NRN受けで放送する。 |
| RKB毎日放送 （RKBエキサイトホークス）                                                        | ソフトバンク    | 全曜日                 | 2011年より土・日の自社制作分はLF・MBSが自社で、KBCが裏送りで中継体制をとれない場合に限り予備カード扱いでLF・MBSへネットする事がある。 東京ドームで開催される主催試合の中継は、2012年、2014年、2015年、2016年、2017年（2012、2015年は対西武、2014、2016年は対ロッテ、2017年は対日本ハム戦）はTBSラジオに全面委託したが、2013年（対日本ハム戦）はRKBとHBCからアナウンサーを派遣しての共同実況を実施（解説者のみTBSから派遣）。 大阪ドームで開催される主催試合は、原則としてABC（火 - 木曜日）またはMBS（月・金曜日）に委託するが、夏の高校野球と日程が重なった場合には、ABCの要員の都合を考慮してRKBの中継陣による自社制作となる場合がある。 |

静岡放送『SBSビッグナイター』も静岡県内で開催の試合を自社制作する。2017年までは静岡放送がJRN・NRNに配信する中立実況の全国中継を制作し、開催球団の本拠地の地元局は別途ローカルで該当球団の応援実況を行うパターンと、静岡放送の中継を県内ローカルとして、開催球団の本拠地の地元局がネットワークへ配信するパターンに分かれていた。翌年からは全てNRNと組むことになり、JRNへは開催球団や対戦球団の本拠地の地元局に裏送りで配信するようになった。
また、琉球放送『RBCiラジオ エキサイトナイター』も沖縄県内で開催の試合を自社制作する。この場合、他のJRN加盟局での中継予定が一切なく、かつ他に屋内球場での試合開催予定がない場合に限り、そのままJRNの予備中継として扱われる（一方、他のJRN加盟局で中継される可能性がある場合は、開催球団の本拠地の地元局が沖縄に乗り込んで、ネットワークへ配信する）。
1970年代には、岡山県野球場で開催の試合を山陽放送（現：RSK山陽放送／RSKラジオ『RSKエキサイトナイター』）が制作してJRNに予備カードとして配信した事例もあった。
HBC・CBC・RCC・RKBは聴取率調査週間やポストシーズンを除き通常関東地区のビジターゲームをJRN全国ネットもしくはTBSからの裏送りで放送するが、オリンピックや世界陸上などの開催期間中はそちらの中継にTBSアナウンサーが複数人派遣される関係上、ビジター地元局の自社制作、もしくは実況・リポートはビジター地元局から、解説者のみTBSから派遣する形を取ることがある。
大半のJRN加盟局はNRNとのクロスネット局で、水・木・金曜日にはNRNナイターを放送する。また、この曜日にJRNナイターを受ける局も地元球団の中継を優先する局がほとんどで、関東の球団同士の試合などになるとネット局がRBCiラジオだけということもあったが、RBCは2014年から金曜ナイター、2016年からは水・木曜ナイターも廃止したため、JRNナイターの指定カードであっても実質関東ローカルのみとなる場合もある上、JRNナイター本番カードがクロスネットかつ当該日には自社でNRN分を放送するRCC・TBC制作の裏送りとなった際に、TBSがレーティング期間に該当して同カードを乗り込み自社制作するか、野球中継以外の音楽・バラエティなどの特別番組を編成して、他のJRNナイターネット局が地元球団を優先すると、当該カードが素材録音同然となる。
なお、JRNナイターのネット受けを行う日のヤクルト戦主催試合の各地方ネット局での中継の場合は以下のケースとなる。
- NRNの在京局（ニッポン放送=平日・文化放送=土・日）からのネット受け・または裏送り

東北放送・中国放送
- NRNの在京局との技術協力による地元向け裏送り

朝日放送・毎日放送
- 放送なし

北海道放送・CBCラジオ・RKB毎日放送
ネット局が制作している中継中、どちらかのチームに得点が入った時、TBSラジオではCM明けに「実況プロ野球速報」というコールの後、得点が入ったシーンの実況録音を流すことがある。放送権がない東京ヤクルト主催ゲームについてもTBSアナウンサーの実況録音を流す。

## 出演者
リストについては、出演の有無にかかわらず広告・ウェブサイトやプロ野球名鑑に担当者として明記されている人物も含む。

### 解説者
2001年9月までTBSラジオはテレビとの兼営局（東京放送による運営）だったが、ラジオ局とテレビ局が分社化される2001年 を境に、ラジオ専門・テレビ専門・両方担当のいずれかに分化される動きが出ていた。
2001年以降の解説者について、TBSテレビを兼任している者は●印、TBSチャンネル1（TBSテレビ運営のCSテレビ放送）またはBS-TBS（TBSグループのBSテレビ放送）を兼任している者は○印を添付する。また、2022年時点でもJRN地方局向けのDeNA主催試合中継を担当している者は氏名を太字、ラジオの契約がニッポン放送に移動（またはLFか文化放送（QR）裏送りでJRN加盟局に向けて放送する中継に担当する者も含む）は△で記すこととする。
2002年1月発行の『TBS50年史』資料編234ページに掲載された「主なスポーツ番組解説者」では、2001年までのTBSラジオ・テレビにおける解説者リストが担当年度とともに掲載されている。ただし、他地方のネット局と契約している解説者、RFとの共同制作中継のみに出演していた解説者（TBSラジオ番組表の解説者一覧に掲載）、『ザ・ベースボール』時代の2000年に番組広告 で「ベースボールコメンテイター（ベースボールコメンテーター）」として明記されただけの人物（後述参照）については、掲載していない。
『エキサイトナイター』時代より、各解説者の紹介時にはキャッチコピーを付けていた。「太字」は放送内で呼ばれたキャッチコピー。
※2000年までは、原則TBSテレビとの兼任。
- 青島健太（2000年 - 2017年。2000年代途中頃まで●。J SPORTS解説者兼。「ホット解説現場第一主義」）※2000年のみベースボールコメンテーター。『TBS50年史』資料編解説者リストでは2001年からとして掲載。裏送り中継中心でTBSラジオでは試合がない日の『プロ野球ネットワーク』を主に担当[注 44]。DeNA主催試合中継の裏送りは2021年まで担当したのち[注 45]、2022年に日本維新の会の参議院議員に転身。
- 秋山幸二（2003年 - 2004年。RKB解説者兼。現在はRKB専属だが、ポストシーズンでソフトバンクが関与する試合を中心にTBSテレビには系列応援で出演。「ミスター30:30」）
- 有藤通世（1990年 - 2017年。2005年まで●。千葉ロッテ球団制作中継解説者兼。「ミスターロッテ」）※裏送り中継中心、主にロッテ主催ゲームの裏送り中継を担当。※2018年からは、千葉ロッテ球団制作テレビ中継（日テレNEWS24など）で解説者を務めており、ラジオのプロ野球中継からは離れているが、取材IDは引き続きTBSラジオ解説者扱いで発行されている[79]。
- 稲尾和久（1975年 - 1977年、1981年。RKB解説者兼）
- 牛島和彦（1994年 - 2004年、2007年 - 2017年。CBCテレビ・ラジオ解説者兼。2009年まで●。「帰ってきた炎のストッパー」）○※TBSテレビとの地上波契約が終了して以降、ラジオではCBCでの活動をメインとしており、TBSでは中日ビジターゲームやDeNA・ロッテ主催ゲームの裏送りを主に担当している。※2018年からはCBCテレビ・CBCラジオとBS-TBS・TBSチャンネルとの契約を継続。また2018年のみ文化放送制作のJRN系列局向け裏送り中継（主にロッテ主催）も担当したが、2019年からは担当をCBC向けのDeNA対中日戦に絞り込んでいるため、実質的にはCBCラジオからの派遣に近い扱いとなっている。
- 遠藤一彦（1993年 - 1996年、2004年 - 2005年）●
- 緒方耕一（1999年 - 2001年、2004年 - 2005年、2010年日本シリーズ - 2017年。2001年頃まで●、2013年より○。2011年より日テレジータス、2012年よりテレビ東京兼。「マイクを持った盗塁王」） ※2005年までは解説者として扱われながらも、ベンチリポーターとして出演。2010年の日本シリーズ第3戦中継より放送席での解説者として出演（同年シーズンまで巨人コーチだったが、ゲスト解説ではない[注 46]）。1999年の番組広告[80] では解説者一覧に明記されたが、2000年の番組広告[76] では「ジャイアンツ・リポーター」と明記。『TBS50年史』資料編掲載の解説者リストには1999年から2001年現在の担当として掲載。2000年・2001年のTBSラジオウェブサイト内番組表では他の解説者とともに明記[81][82]。2004年春のTBSラジオウェブサイト内新番組告知記事でも解説者として明記[72]。
- 川口和久（1999年 - 2010年、2015年 - 2017年。2009年まで●、2010年と2015年からは○。「ダンディー解説奪三振王」）※2018年からは、ラジオではTBS制作のDeNA戦裏送り中継の出演を続ける一方で、文化放送・ニッポン放送制作のJRN系列局向け裏送り中継（主に西武・ロッテ主催。形式上はRKB毎日放送からの派遣扱い）も担当。
- 衣笠祥雄（1988年 - 2017年。「鉄人」）●○[注 47]※『プロ野球ネットワーク』内などで放送される箱番組「鉄人ミュージック」も担当していたが、当番組の晩年はテレビ中継の解説が中心で、ラジオでは主に裏送り中継へ出演していた。2018年にもテレビ中継で解説を担当したが、同年に逝去。
- 栗山英樹（1993年 - 2011年。2000年まで●、2001年以降はテレビ朝日解説者兼。「熱中先生国際派」）
- 小林繁（1984年 - 1991年）
- 近藤昭仁（1987年 - 1988年、1992年、1996年、1999年 - 2005年。「球界の知恵袋」）●
- 佐々岡真司（2008年 - 2012年。2009年まで●。RCC解説者兼。「先発100勝100セーブ」）○※横浜→DeNA対広島戦のRCC向け裏送りとRCC発の中継のみ担当していたため、TBSテレビ・TBSラジオとの契約は形式的なもので実質的にはRCCからの派遣に近かった。
- 佐々木主浩（2006年 - 2017年。「海を渡った大魔神」）●○△[注 48]※2018年以降、TBSテレビとの解説者契約を継続する一方、ラジオはニッポン放送と専属契約。
- 定岡正二（1986年 - 2017年。2001年から2004年までテレビ東京解説者兼。2000年まで●。「カミソリスライダー」[78]「切れ味勝負」）※当初はリポーターとして出演[83][84]。裏送り中継中心（2011年のみ裏送りを含めて一切出演なし）。
- 杉下茂（1969年 - 1975年、1981年 - 1992年、1995年 - 2010年。2000年代途中頃まで●。「元祖フォークボール」。2008年まではプロ野球名鑑においてTBS解説者として扱われる場合もあったが、2009年以降はTBSラジオ解説者として扱われていた[85]。2011年以降は裏送りを含めて一切出演がなかったが、2017年まで解説者として明記されていた）
- 高倉照幸（1971年）
- 高橋尚成（2016年 - 2017年。「下町が生んだメジャーリーガー」）○　※日テレジータス・NHK BS1メジャーリーグ中継解説者兼。当番組終了直後の2018年のみ、ラジオ日本と専属契約。
- 田淵幸一（1985年 - 1989年、1993年 - 2001年、2004年 - 2010年。2013年 - 2017年。2010年まで●。2013年以降は○。「天才ホームランアーチスト」）※2018年以降、地上波では朝日放送テレビ・朝日放送ラジオ・毎日放送・テレビ大阪・サンテレビとの解説者を本数契約。
- 田宮謙次郎（1964年 - 1967年、1974年 - 1987年）
- 土屋亨（1958年 - 1967年）
- 中西太（1970年）
- 西沢道夫（1959年 - 1960年、1969年 - 1970年）
- 沼澤康一郎（1965年 - 1969年）
- 野村克也（1981年 - 1982年。社会人・シダックス監督時代も、ゲスト解説者として出演[注 49]）
- 張本勲（1982年 - 2006年。「3000本安打」） ※2016年8月23日の巨人対広島戦には「ゲスト」の肩書で、10年振りに同局プロ野球中継へ出演（佐々木とのダブル解説）[87]
- 別所毅彦（1963年、1967年）
- 牧野茂（1975年 - 1980年、1984年）
- 槙原寛己（2002年 - 2017年。「ミスターパーフェクト」）●○2018年以降、テレビのみTBSとの契約を継続[注 50]。
- 松木謙治郎（1971年 - 1985年）
- 水原茂（1968年、1972年 - 1981年）
- 元木大介（2006年 - 2017年。「長嶋さんが命名!曲者」「ミスターが命名!曲者」）※本番カード中心で、裏送り中継はCBC・RCC向けのみ時折出演。テレビではTBSテレビは地上波・衛星波ともに解説者としての出演実績がない（タレントとしての出演はあり）。2018年のみDeNA主催試合中継の裏送りを担当。
- 盛田幸妃（2003年 - 2015年。HBC解説者兼。「奇跡のリリーバー」）○※裏送り中継中心、主に日本ハムのビジターゲームでの中継が多かった。TBSラジオでは試合がない日の『プロ野球ネットワーク』を主に担当。2014年開幕以降は体調の問題もあり出演を見合わせていたが、2015年10月に逝去[88]。
- 森昌彦（1980年 - 1981年）
- 山倉和博（1991年 - 1992年）
- 山下大輔（1989年 - 1992年）
- 大和球士（1952年 - 1974年。初中継の担当。野球記者）

RFとの共同制作による中継へ出演（いずれもRF解説者）
- 青田昇（1979年、1981年）
- 有本義明（1979年 - 1981年。野球記者）
- 黒江透修（1980年）
- 杉山悟（1981年）
- 堀本律雄（1979年 - 1981年）

ベースボールコメンテイター

2000年に番組広告 や公式サイト内解説者リスト で掲載された、野球解説者と別個に設けられたポスト。メンバーは、同年のTBSラジオウェブサイト内番組表にも解説者とはスペースを空けた上で明記。カッコ内は、広告内に掲載された肩書。
- 永谷脩（スポーツライター）
- 青島健太（スポーツライター）※2001年から解説者として明記。
- 陣内貴美子（キャスター）

ゲスト解説者
- 桑田真澄（2016年。スペシャルウィークの交流戦にゲスト出演[注 51]）
- 原辰徳（2017年。スペシャルウィークにゲスト出演）[注 52]
- 鈴木尚広（2017年。スペシャルウィークにゲスト出演[注 53]）
- 松中信彦（2016年 - 2017年。スペシャルウィークにゲスト出演[注 54]）

原則として裏送り（予備カードやビジター地元局からの委託制作分）のみ出演（公式サイトの解説者一覧には記載されておらず、キャッチコピーも設定されていない）
- 多村仁志（2017年。ソフトバンクの首都圏開催ビジターゲームのRKB向けを中心に出演。ただし、DeNAが関わる試合を関東ローカルで放送する場合には「ゲスト解説者」扱いで出演することがある[注 55]）○△※2018年からはTBSラジオ・文化放送・ニッポン放送・ラジオ日本制作のRKB向け裏送り中継を担当（形式上はRKBからの派遣扱い。RKBの乗り込み自社制作分も担当する。DeNA主催試合中継の裏送りは対ソフトバンク戦に限定して担当）。
- 薮田安彦（2014年 - 2017年。主にロッテ主催試合の裏送りに出演△[注 56]。ただし2015年以降、ロッテが関わる試合を関東ローカルで放送する場合には、「ゲスト解説者」扱いかつ他の解説者とのダブル解説で出演することがある[注 57]）。2018年からは文化放送・ニッポン放送制作のJRN系列局向け裏送り中継を担当（形式上はHBCならびにRKBからの派遣扱い）するが、TBSによるDeNA主催試合中継の裏送り中継は担当していない。

### 実況アナウンサー・リポーター
2001年9月までテレビとの兼営局だったが、同10月以降ラジオとテレビが分社化された ためTBSテレビから出向する形で担当している。
●…『エキサイトナイター』時代より担当。
TBSテレビアナウンサー
- 戸崎貴広（1980年代後半頃 - 2021年。自社でのプロ野球中継撤退後も不定期にDeNA戦の裏送り中継に出演していたが、2021年6月を以ってアナウンス職を離れた）●
- 清水大輔（1990年代 - 2018年。自社でのプロ野球中継撤退後のDeNA戦の裏送り中継への出演は2019年以降実績がないまま、2022年6月を以ってアナウンス職を離れた）●
- 清原正博（1990年代 - ）●
- 土井敏之（1990年代 - ）●
- 初田啓介（1990年代後半 - 。TBSラジオで流れる中継は、1995年7月5日の日本ハム対西武戦にて西崎幸広ノーヒットノーランの瞬間を実況したのが最初[97][98]。巨人戦中継の途中より、最後の1球のみ放送[97]）●
- 小笠原亘（1990年代後半 - ）●
- 新タ悦男（1999年[99][100] - 。2000年初実況[101]）●
- 佐藤文康（2000年[102] - ）
- 伊藤隆佑（2007年 - ）
- 石井大裕（2010年 - [注 58]。TBSラジオで流れる中継は、2011年6月30日の巨人対ヤクルト戦リポーターより担当。2011年度は各種プロ野球名鑑[104] や番組広告[105] に掲載されたものの、ウェブサイト上は未掲載。2012年も番組広告[106] に掲載されたが、ウェブサイト上は引き続き未掲載。2012年4月6日のロッテ対日本ハム戦HBCラジオ向け裏送りで初実況を担当[107]。2013年よりウェブサイトにも掲載。2014年からは平日帯のテレビ番組『あさチャン!』を担当する関係上、裏送りを含めて出演機会は限定され、2015年以降は担当実績なし）
- 熊崎風斗（2014年[注 59] - 。TBSラジオで流れる中継は、6月25日のDeNA対日本ハム戦リポーターより担当）
- 品田亮太（2015年 - 2017年。自社でのプロ野球中継撤退後は裏送りも含めて担当を外れており、2019年にアナウンス職を離れている）

以下は自社でのプロ野球中継完全撤退以降の、JRN系列局向け裏送り中継に出演
- 喜入友浩（2018年 - 。2018年6月9日のHBCラジオ向け裏送りDeNA対日本ハム戦でリポーターデビュー、自社でのプロ野球中継完全撤退後初。ラジオ中継縮小により、ラジオよりもテレビでの実況デビュー〈2020年7月26日のBS-TBS・TBSチャンネル向けDeNA対広島戦〉が先となった。2020年8月6日のCBCラジオ向け裏送りDeNA対中日戦でラジオ初実況）
- 南波雅俊（2020年 - 。2020年10月よりNHKから移籍。同年も移籍までは『NHKプロ野球』広島局制作分の担当に入っていた。2020年10月24日のRCCラジオ向け裏送りDeNA対広島戦で民放ラジオ初実況）
- 小林廣輝（2022年。同年5月3日のCBCラジオ向け裏送りDeNA対中日戦、5月15日のABCラジオ向け裏送りDeNA対阪神戦の2試合でリポーターを務めたが、3ヶ月後の7月末を以って退社[109]）

フリーアナウンサー（TBSアナウンサーOB）
- 林正浩（1980年頃 - 2017年[注 60]。2016年3月のTBSテレビ定年退職[110] 以降はパ・リーグの試合の裏送りを中心に出演[注 61]。自社でのプロ野球中継撤退後のDeNA戦の裏送り中継は担当していない）●

#### 過去の実況アナウンサー・リポーター
- 赤荻歩（2004年 - 2008年）
- 安住紳一郎（1997年[114] - 2000年頃）
- 新井麻希（2007年 - 2009年）
- 有馬隼人（2002年 - 2004年）
- 池田孝一郎（レギュラー編成化初期? - 『エキサイトナイター』時代）
- 石井智（レギュラー編成化初期? - 『エキサイトナイター』時代）
- 石川顕（1967年 - 2001年）
- 井上貴博（2008年当時、各種プロ野球名鑑に掲載[115]）
- 近江正俊（1952年 - 1960年代前半頃）
- 岡部達（レギュラー編成化初期? - 『エキサイトナイター』時代）
- 岡村仁美（2009年 - 2010年に番組広告[116][117] で掲載）
- 香川恵美子（? - 1998年。リポーター[118][注 62]）
- 柄沢晃弘（『エキサイトナイター』時代）
- 川田亜子（2004年、2005年頃?）
- 小坂秀二（1952年 - 1961年。初中継の実況を担当。VOA出向の為降板）
- 駒田健吾（2001年、2003年）
- 椎野茂（1980年代 - 2016年3月。異動に伴い野球中継を離れる）
- 志賀大士（2000年 - 2004年。裏送り担当）
- 杉山真也（2008年 - 2014年頃。2011年は担当として明記された[104] が、裏送りを含めて一切出演なし。2012年より番組広告・サイトから除外[106]。『12球団全選手カラー百科名鑑』シリーズでは2014年までTBSのプロ野球アナ名簿に掲載）
- 高野昭平[119]
- 高畑百合子（2007年から2011年まで番組広告・サイトに担当者として記載されていた[120] が、2012年から除外[106]）
- 武方直己（1980年代後半頃 - 2006年。一時期プロ野球の担当を外れた）
- 多田護（『TBSナイター』時代 - 『エキサイトナイター』時代）
- 田中みな実（2010年の番組広告[117] に掲載）
- 出水麻衣（2009年の番組広告[116] に掲載）
- 中村秀昭（1980年代? - 2012年。2012年6月1日付で行われたTBSテレビ社内人事異動[121] の為、同16日にRCC向け裏送りとして放送された西武対広島戦の実況を最後に降板）
- 新村尚久（1960年代 - 1990年代後半頃）
- 平原晋太郎（『TBSナイター』時代 - 『エキサイトナイター』時代。「ジャイアンツリポーター」として出演した時期あり[122]）
- 藤森祥平（2002年 - 2011年。2012年より番組広告・サイトから除外[106]）
- 升田尚宏（1990年代）
- 松下賢次（1970年代後半頃 - 2008年5月。東京放送社内人事異動の為降板）
- 宮澤隆（宮沢隆。1970年代後半頃 - 1997年）
- 山口慎弥（1970年代 - 1980年代?）
- 山田二郎（1960年代 - 1990年?）
- 吉川久夫（1953年 - 1967年?）
- 料治直矢（レギュラー編成化初期）
- 渡辺謙太郎（1953年 - 1990年代前半頃。1985年12月のTBS定年退社後も引き続き専属で実況を担当）

アナウンサー以外のリポーター担当者

◎…解説者として扱われる場合もある人物。
- 定岡正二（1986年 - ?。当初の肩書は「スポーツ・リポーター」[83]）◎
- 今井美紀（1996年 - 2006年。巨人戦ベンチリポーター。パーソナリティやディレクターも担当）
- 緒方耕一（1999年 - 2001年、2004年 - 2005年。巨人戦ベンチリポーター）◎

#### アナウンサーの備考
実況アナウンサー紹介時、全国放送（JRNナイター）の場合は「TBSラジオ」、関東ローカル放送の場合は「TBSラジオ954」と紹介する。中継中は、ネットがある場合（JRNナイター）は「TBSラジオの制作で全国の皆様にお送りします」と紹介する（RBCiラジオとの2局ネットの場合も同様）が、関東地方にある球場以外からの中継（TBSラジオ以外の放送局担当分）では「TBS」と紹介する（場合により「TBSラジオ」と言う事もある）。
2005年度から2006年度までは横浜ベイスターズのリポート担当アナウンサーを3人配置し、「ベイスターマン」1号 - 3号と呼称（2006年当時の担当は、1号が清原正博、2号が新タ悦男、3号が赤荻歩）。
2007年9月9日の巨人対阪神戦では、実況を担当していた戸崎貴広が延長10回表の途中にのどを痛め、巨人のベンチリポートを担当していた土井敏之が10回裏の実況を担当した。同様に、2009年5月6日の巨人対横浜戦では当初出演した新タ悦男から途中で小笠原亘（リポーター担当）に実況を交代するケースがあった。

### パーソナリティ・スタジオ担当
エキサイトベースボールジョッキー（2000年 - 2005年は、ザ・ベースボールジョッキー　火・水・木に元からナイターがないときの『プロ野球ネットワーク』のMCを務めることも多い。）
- 山田美幸（主に火・木曜日担当）※2011年までは『キャッチ・ザ・エキサイトベースボール』を含め主に週末担当（定時枠消滅後も）、2013年は不定期で担当。
- 白井京子（2015年4月30日 - 、2015年度は主に木曜日担当、2016年度は主に水曜日担当）
- 熊崎風斗（TBSアナウンサー、主に金曜日担当）

上記担当者が出演しない日はTBSのスポーツ担当男性アナウンサーが交代で担当。（金曜に元からナイターがないときの『プロ野球東西南北』のMCも大抵はTBSアナウンサーが担当することが多いが、随時『-ネットワーク』も担当することがある）

#### 過去の担当者
ナイター・ジョッキー
- 芥川隆行（1963年 - ?）
- 高山栄（『エキサイトナイター』時代）

キャッチ・ザ・ベースボール（2000年 - 2005年）→キャッチ・ザ・エキサイトベースボール（2006年 - 2009年）
- 武方直己（2000年に火 - 土曜担当。出演当時TBSアナウンサー）
- 緒方耕一（2001年、2004年 - 2005年に火 - 金曜担当）
- 青島健太
- 山本圭壱（2004年 - 2006年に土曜担当）※不祥事のためシーズン途中に降板
- 石井江奈
- 中願寺香織
- 石川伸子
- 石川小百合
- 青木真麻
- 磯山さやか（2008年 - 2009年に日曜担当）※『キャッチ…』担当以前の2007年から「上原浩治公認番組女子マネジャー」の肩書きで不定期に出演していた

エキサイトベースボールジョッキー（2000年 - 2005年は、ザ・ベースボールジョッキー）
- 岡村仁美（2010年 - 2012年に水・金曜 → 木曜担当。TBSアナウンサー）※2012年の放送実績
- 石川伸子（ - 2011年）
- 半田あい（リポーターとして）
- 高畑百合子（2014年に水曜担当。TBSアナウンサー）

担当不詳
- 荻島正己（エキサイトナイター時代の1993年 - 1994年に出演[125]）

## 制作に関して
関東を本拠地とする球団の主催試合がある場合（地方開催も含めて）、TBSラジオは仮に自局やJRN各局での中継予定がない場合でもアナウンサーを（一部試合は解説者も）派遣し実況の録音を行っている。これは中継中の他球団速報、雨天中止や早終了時の予備、JRNのニュース番組のためである。特に若手のアナウンサーがデビューに向けての練習として多く担当する。また、TBSテレビの『サンデーモーニング』でも使用されることがある。ただし、TBSラジオ以外の局がビジターの試合を自社制作している場合はその音声を使用することもあるほか、世界陸上競技選手権大会などTBSテレビが独占中継権を持つスポーツイベントの期間中はアナウンサーの人員が逼迫するため、TBSラジオは本番カードなど最小限の制作のみ実施し、予備カードについては解説者のみTBSラジオから派遣した上で、対戦相手地元局に制作を委託する場合がある。
大阪地区で阪神がビジターで絡む試合は、以前ならTBSラジオ制作のものをそのままMBS、ABCがネット受けしていたが、近年はMBS、ABCともTBS（またはLF・QR）協力の自社制作をしている傾向が多いので、他地区が巨人・横浜戦などでTBSの番組が全国放送（予備カード繰上げ含む）されていても、大阪ではそれが放送されない場合もある。
2005年日本シリーズの中継でTBSラジオは、千葉マリンスタジアムからの中継は関東向け（TBSラジオ）と地方局向け（JRNナイターを裏送り）の二重制作を行い、甲子園球場からの中継はTBSラジオが関東地方向けに独自の放送を行い地方局向けにはMBS制作のもの（JRNナイター）が放送された。つまり、本シリーズではTBSラジオ向けとJRNナイター向けのリポーター・実況がいた。
2006年サンヨーオールスターゲームでTBSラジオは神宮球場からの第1戦を放送した。詳しくは上記概要を参照。第2戦のサンマリンスタジアム宮崎からの中継はTBSラジオのみの関東ローカル版とRKB制作のJRNナイターの裏送りをした。
巨人対阪神戦中継で「応援実況」が行われる場合がある。渡辺謙太郎とABCアナウンサーの植草貞夫によるもの（巨人…渡辺、阪神…植草） をはじめ、
2006年8月1日の巨人対阪神戦では、阪神攻撃時に解説:木戸克彦・実況:伊藤史隆（ABCアナウンサー）、巨人攻撃時に解説:槙原寛己・実況:松下賢次（TBSアナウンサー）という体制で放送した。ABCでは8月に高校野球中継があることからこのような体制になることがある。
2006年の日本シリーズ（日本ハム対中日）では関東地方向けにTBSラジオが全試合を自社制作した。また日本ハムの地元局・HBCラジオは道内向けに、中日の地元局・CBCラジオは東海3県向けにそれぞれ全試合を自社制作した。さらにHBC主幹の札幌ドームからの中継では、HBCが別に地方局向け（JRNナイター）の二重制作を行った他、ベンチリポーターも道内向けにはHBCの女性リポーター1人が、全国向けには日本ハム側にHBCのアナウンサー、中日側にはCBCのアナウンサーが、それぞれ付いていた。（CBC主幹のナゴヤドームからの中継では二重制作は行わなかった。）続く2007年度の日本シリーズも同じカードとなったが、この時TBSラジオは自社制作をせずに解説者のみ派遣した上でネット受けした。このため、二重制作を行わなかったナゴヤドームでの第3戦・第4戦はCBCラジオの地元向けの実況にもTBSラジオの解説者が登場していた（ただし、第3戦はTBS・CBC両方の解説者を兼任する牛島和彦が派遣された）。
2007年のガリバーオールスターゲームでTBSラジオは東京ドームからの第1戦は放送したが、フルキャストスタジアムでの第2戦はデーゲームであったため生放送されず、第2戦をダイジェストとして放送した（生放送は、制作局のTBCはじめ一部JRN系列局にとどまった）。
2007年度からTBSの公式サイト内で行われている横浜ベイスターズ戦のインターネット動画中継「ハマスタWAVE」ではTBSラジオ制作の中継音声（予備実況やJRN各局への裏送りを含む）が使用されていたが、2008年はCS放送TBSニュースバードの実況音声に切り替えられた。
2008年度の日曜日は、TBSラジオが『養命酒プレゼンツ エキサイトベースボールスペシャル』として自社制作することになり、裏送りとなるJRNナイター用の実況とあわせて二重制作を行った。

### 2010年度以降の週末ナイターの放送状況
2010年以降の週末ナイターは原則廃止となるが、プロ野球チームがある地域のJRN系列局（関西はABC・MBSともNRNとのクロスネットであり、双方ともNRNネットを利用する。RCCとTBCはカードによってJRNとNRNを使い分ける）で、関東圏の球場で試合をする場合の裏送りまたは技術協力は行う（月曜日もTBSで放送しない場合は裏送りとなる試合があり）。なお、厳密には土・日・月曜のナイターは「JRNナイター」としてのスポンサードネット番組ではないため、JRN系列局間での個別の番組販売扱いとなり、JRNへのネットワーク分担金は発生しない。
なお2016年からは再びTBSラジオとRFラジオ日本の業務提携により、RF側がTBSとの相互制作協力により年20試合程度の巨人主催試合を「JRNナイター」扱いで放送する他、JRN加盟の地方局からは、年30試合程度の他球団主催の巨人戦を主としてRF・GBS・CRK（平日のみ）向けに配給する ため、一部変更となる可能性がある。
以下に、2009年度までJRN週末ナイターを放送していた全国33局の2020年度のナイター放送の有無を分類したものを紹介する。
また局名の後ろに
- ◎印のある局は、土曜日に『明日へのエール〜ことばにのせて〜』を同時ネットもしくは先行ネットしている局（遅れネットの局は記載しない）
- ※印のある局（中四国地方限定）は、日曜日に『中四国ライブネット』（ネット局持ち回り制作）をネットする局
- ☆印のある局（四国地方限定）は、日曜日に『杉ノ内由紀のミュージック・さえら』（西日本放送制作）をネットする局

をそれぞれ意味する。
1.土曜・日曜ともローカル番組扱い（形式はJRNに準じる）でナイターを放送する局（3局）
- 北海道放送（日本ハム戦がナイターの時のみ。ビジターのヤクルト戦は、STVラジオが放送しない場合に限り、LF協力の自主放送）◎
- CBCラジオ（中日戦がナイターの時のみ。ビジターのヤクルト戦は放送せず）
- RKB毎日放送（ソフトバンク戦がナイターの時のみ。ビジターのヤクルト戦は放送せず）

上記3局の場合、ヤクルト戦以外の関東での試合についてはTBSラジオからの裏送り、またはTBSラジオ協力の自主制作のどちらかとなる。HBCとRKBは交流戦の時期を除き、該当カードが発生した場合には全面裏送りを受けることが多いが、両局とも一部のカードでは自主制作を行うこともある。ただし、元々パ・リーグの試合がTBSで放送される機会が少ないため、放送形態は2009年以前とあまり変化していない。一方、CBCラジオで該当カードが発生した場合は、解説者とベンチリポーターはTBSから、実況アナウンサーのみCBCから派遣するという形態で放送している（稀に解説者を含めた乗り込みや自主制作となることもある）。
また、関西での試合（阪神・オリックスの主催試合）については、ナイターで行われる場合はMBSからのネットに変更された（ABCがNRNナイターの大阪地区の担当となったため）が、デーゲームで行われる場合は2009年以前と同様にABCからのネットを基本としている（RKBは同一カードで土曜ナイター・日曜デーゲームとなった場合のみ日曜デーゲームもMBSとネットを組む）。しかし、MBSの土曜・日曜ナイターは元々ニッポン放送（LF）との2局ネットを基本としているため、MBSがJRN系列局へネットした場合でもLFが予備カードとする場合があり、予備からの昇格の場合はMBS-LF-JRN系列局（HBC/CBC/RKB）の変則ネットが発生することも想定されている。LFも同じカードを本番とした場合、LFとJRN系列局のどちらかはMBS協力の自主制作となる例が大半だが、2015年7月4日の「オリックス vs ソフトバンク」では、初めて本番カードでMBS-LF-RKBの変則ネット予定が組まれた。しかし試合開始直前で中止となり、このラインでの放送は、TBCラジオからの裏送り（自社-HBC向けやSTV-QR-NRN向け裏送りとは別に制作）による「楽天 vs 日本ハム」に振り替えられた（ただしRKBは雨天中止時の予備補充を原則として行わないためナイターが休止となり、定時番組に変更となった）。
なお、2010年7月24日（土曜日）のマツダオールスターゲーム第2戦（HARD OFF ECOスタジアム新潟。横浜主管に準じた扱いだが、NPB主催で開催）は例外的にJRNナイターの全国放送の体制が取られ、TBSラジオが制作し、上記3局に加えてRCCとMRTに送出した。JRNナイターの中継局のない関西地区では放送されなかった（ABCは文化放送制作のNRN全国中継をネット。MBSはLF-MBSラインに従いニッポン放送制作の中継をネット）。また、翌2011年7月23日（土曜日）のオールスターゲーム第2戦（QVCマリンフィールド）はデーゲームのためTBSラジオでは放送されなかったが、同局制作で上記3局向けの裏送りを行った（RCCは中継自体なし。関西の2局は2010年度同様の対応）。2012年、2013年も第2戦（土曜日）・第3戦（月曜日）開催のオールスターはTBSラジオでは放送しないが、JRN向け裏送りは行う（2012年、2013年ともに土曜日は前述3局のネット、月曜日は2012年はMBSも加わり4局ネット、2013年は地元局のRFCも加わり5局ネット）。2014年のオールスター第2戦（土曜日）はRCCもJRNを選択し、RNCも加わったため5局ネットとなった。なお、甲子園球場での開催だが、TBSが制作を担当した（シーズン中同様、QR・NRN向けはABC、LF向けはMBSが担当）。2015年のオールスター第2戦（広島）はRCCがQR-NRN向けを自社放送として別途TBS・ABC・MBSを除くJRN向けの裏送りを行ったが、本拠地所在地域以外に参加する局がなかったため2012・2013年同様3局ネットとなった（LF-MBSラインはLFが乗り込んだ）。
上記の通り、JRNへのネットワークセールス番組ではないため、HBC制作中継は2010年から、CBC・RKB制作中継は2011年からLF-MBSラインの予備カードとして設定されるようになった。
2.土曜・日曜ともナイターを放送するが、状況によってローカル番組扱い（形式はJRNに準じる）とNRNナイターを切り替える局（3局）
- 東北放送（楽天戦がナイターの時のみ）◎
- 朝日放送ラジオ（阪神戦がナイターの時のみ。オリックス戦がナイターで全国中継になった場合は阪神戦ナイターが中止になって本番カードに昇格した場合以外は裏送りになる。その場合、土・日ともナイターの時間帯は自主制作定時番組を編成。NRNナイターの大阪からの発信局となるが、デーゲーム中継のみHBC・CBC・RKBとのネット関係を継続する。またヤクルト・横浜・西武・ロッテとの対阪神のビジターゲームがある場合はLF、またはQR協力の自主放送）2012年度までの日曜日、および2014年度までの土曜日は7-9月については定時番組として阪神戦以外のナイターも放送したが、2015年度からは土・日両方とも原則阪神戦がナイターの開催日だけとなった。
- 中国放送（広島戦がナイターの時のみ）◎・※=カープ戦がデーゲームの時は常時放送。ナイターの時は2013年度まではRCCが当番局（発局）であるときは予備番組として放送（ナイターが予定通りであればRCCが当番局であれば裏送り送出）し、それ以外の局が当番であれば放送しない（ナイターが中止となった場合は別の自社制作番組か、外部のプロダクション配給の番組を予備番組として編成）としていたが、2014年度からカープ戦のナイターが中止となった場合はRCCが当番局でない場合も予備番組として放送されるようになった。

ホームゲームの場合は以下の対応となる。
(1) JRN・NRNの全局とも本番・予備カードとしていない場合（予備順位が屋内開催の試合より後位の場合含む）
主に在京・在阪球団との試合（ナイターの巨人戦などは除く）が該当。この場合はローカル番組扱いとして単独で放送する。報道素材としてNRNキー局（LF/QR）にも中継録音を提供するが、デーゲーム時に準じてJRN・NRN共用となる。また、RCCについては、「巨人 vs 中日」の裏カードとなるデーゲームの広島主催試合に限り、SFに配信することがある。
(2) JRN各局（主にCBC/HBC/RKB）からのネット予定がある場合
主に対中日・日本ハム・ソフトバンク戦が該当。この場合は自社分をJRN各局向けを兼ねたローカル番組扱いとして放送し、NRN（STV/SF/KBC）-（QR）-（ABC）向けは全国放送であっても裏送りとする。この場合の自社分の中継はLFやMBSが予備カードとすことが多く（事実上LF-MBSラインとの共用扱い）、この場合予備からの昇格時にはLF-RCC/TBC-JRN系列局（HBC/CBC/RKB）-（MBS）の変則ネットが発生することが想定されるが、2015年はLF-MBS、JRN、NRN向けの三重制作体制を取る例もある。
(3) JRN各局からのネット予定が無い一方で、NRN各局が本番・予備カードとしている場合
主にナイターの対巨人戦やHBC・RKBが乗り込み自社制作した時が該当。この場合はJRN各局向けの放送体制の必要がないこともあり、自社分をNRN向けとして放送する。また、同じカードでLFやMBSが乗り込み対応できない場合、両局向けの裏送りを行う（解説者とアナウンサーのいずれかまたは両方がLFから派遣の場合もあり）。ただし、2011年9月現在中日が関与しているカードでは、対CBC・SFとのネット受け比率調整のためか、CBCが自社制作してJRN各局からのネット予定がなくなった場合でも、SF-NRN（デーゲームはSFローカル）向けを裏送りとした上で、ナイター時はLF-MBS予備扱いを兼ねる自社分単独放送を制作する場合（前述の(2)の形式に則った体制。TBC・RCC共実例あり）と、SF向けをそのまま本番とする場合がある。なお、「広島/楽天 vs 中日」でCBCだけでなくLFまたはMBSも自社制作を実施した場合の対応は未定。
なお、両局とは別の形のクロスネット局であるABCとMBSについては、2010年以降の土・日に在阪球団のビジターとなるカードで、2013年までRCCやTBCのネットを直接受けた事例が無かった（すべて自社制作で対応）が、2014年はABCがRCCからNRN扱いでのネット受けを実施した。なお、在阪球団が関与しない広島・楽天主催カードは、ABCはQR-NRNライン向けのネット受け（JRN系列局向けがある場合は原則裏送り）、MBSはLF-MBSライン向けの裏送り、JRN系列局向けの本番、またはLF制作、MBS自社制作のいずれかでの放送となる。
一方、ビジターの場合は以下の通り。
(1) 在京球団を対戦相手とした場合
QR（NRN全国中継）の本番カードとなった場合、原則としてNRNラインに切り替えてQRからのネット受けとなる。また、TBCはNRN全国中継としては予備カード扱いである一方で、LF-MBSラインの本番カードとなっている場合や、ナイター枠でTBC単独放送の場合はLFからネット受けするが、RCCのヤクルト戦（過去にはNRN独占時代の横浜戦も）では、神宮球場等首都圏本拠地球場での開催時は、QRでの放送がない場合も、ナイターではLFでの放送有無にかかわらず原則としてQRから裏送りを受け、デーゲーム・地方球場開催時は（年度によりナイターオフ編成での消化試合も）原則としてLFからネット受け（または裏送り）で放送する。横浜〜DeNA（JRN開放後）・巨人・西武・ロッテ戦がQRで予備・LFで本番の際のRCC向けは2014年現在実例がないため未定。
QR・LF両局とも本番カードとならないナイター（放送権の関係でQRまたはLF制作となる対ヤクルト戦を除く）をRCCが放送する場合、原則としてQRが裏送りを行う（2012年のDeNA対広島戦から実施）が、要員の都合でQRが対応できない場合はTBS（ヤクルト戦はLF）が裏送りを行う。同じくRCCでの対ヤクルト戦（LF制作）以外のデーゲーム中継については、引き続きTBSが裏送りまたは制作協力を行う（この場合、前述のCBC同様に実況アナウンサーのみ現地に派遣する場合と、TBSからの全面裏送りの場合がある。特に交流戦の場合は後者となることが多く、2014年はベンチリポーターも配置しないことがあった）。
一方、TBCについては2009年から経費削減策として、原則としてビジターゲームの裏送り形式の中継を中止しているため、関東で行われるデーゲーム中継と、本番カードにならないナイターの中継は一切行われず、土曜・日曜におけるTBSとのネット関係は事実上なくなっている。
(2) 阪神・オリックスを対戦相手とした場合
両局とも原則としてABCからのネット受け（または裏送り）となるが、デーゲーム・ナイターともNRN扱いでのネット受けとなっている。なお、2014年は『阪神 vs 楽天』の土曜ナイターをABC-QR-NRNが全国ネットカードとして中継していながら、TBCはMBSからのネット受けに振り替えた（翌日の日曜デーゲームはABCからネット）。
(3) 中日・日本ハム・ソフトバンクを対戦相手とした場合
両局とも原則としてJRN系列局（CBC/HBC/RKB）の放送を番組販売扱いでネット受けするが、2015年はRCCで土曜開催（同年の実績は9月19日のみ）の中日主催ナイターをNRNナイターの枠組みを優先してSFからのネット受けに振り替えていた（RCCからのリポーターもSF向けにのみ派遣）。
JRN系列局の中継が聴取率調査期間に該当して地元に特化した特別内容（プレゼント企画や場内イベントとの連動等）となった場合に、JRN系列局がRCC・TBCへ裏送りを行うか、NRN系列局（SF/STV/KBC）からのネットに振り替えるかは2010年以降実例がないため未定。
RCCについては、過去にヤクルト主催（火曜日のLF）・在阪球団主催（水・木曜のABC）の対広島戦（過去にはRF/JRN複占時代の巨人とNRN独占時代の横浜も）で通常と異なるラインで放送した分の日数を両カードだけで相殺できない場合や、ネットワーク制限の緩いデーゲームで、ごく稀にNRN系列局からの放送に振り替えたり、自社制作分でNRN系列局向けを放送する場合もあった（2007・2009年にソフトバンク戦のデーゲームをKBCからネット受け）が、2010年については実例がなかった。
なお、デーゲームやJRN向け月曜・土曜・日曜ナイターは、ローカル番組扱いとなり、ネットワーク間の日数補償の対象とならず、これらを含めた場合は、必ずしも日数が均等にはならない（尤も、月曜はLFが定時放送を廃止した2012年以降、NRN向けもローカル番組扱いである）。
広島と楽天が対戦する場合については、RCCとTBCがクロスネット局であるため、JRN・NRN・LF-MBSのいずれのラインを使っても放送可能となっている上、テレビでも同系列（JNN）である。
土曜・日曜にオールスターゲームが関東または地方球場で行われる場合は対応が異なり、2010年度の場合、RCCはTBS発で特例放送されたJRN全国中継をネットした一方、TBCはQR発のNRN全国中継をネットした。一方、2011年7月24日（日曜日）のオールスターゲーム第3戦（日本製紙クリネックススタジアム宮城）では、TBCが自社分をJRN各局向けとして放送した（NRN向けはTBC側の人員が特番のため払底していたこともあり、キー局のQRが仙台に乗り込んで制作。ここでもABCはQR制作分をネット）。2012年度はRCC・TBSとも7月21日（土曜日）の第2戦（松山坊っちゃんスタジアム）、7月23日（月曜日）の第3戦（岩手県営野球場）とも放送せず。2013年はTBCは前年と同様に第2戦（土曜日）、第3戦（月曜日）の試合は放送せず、RCCは第3戦は放送せず、第2戦はQRからのネットで放送した。2014年の第2戦はTBCは中継せず、RCCはTBSからのネットを受けた。
3.土曜にNRNナイターを放送する局（1局 - 日曜ナイターは放送せず）
- 山口放送※6

4.土曜・日曜ともナイターを放送しない局（26局）
- 青森放送（土曜日は自社制作の『土曜ワラッター!』（2015年まで）を放送）
- 秋田放送◎
- 山形放送◎（2011年度までNRN土曜ナイターを定時放送）
- IBC岩手放送◎
- ラジオ福島◎（2012年度までNRN土曜ナイターを定時放送）
- TBSラジオ◎（JRNキー局）
- 山梨放送
- 信越放送◎（2012年度までNRN土曜ナイターを定時放送）
- 新潟放送◎（2011年度までNRN土曜ナイターを定時放送）
- 北日本放送（2012年度までNRN土曜ナイターを定時放送）
- 北陸放送◎
- 福井放送（2019年度までNRN土曜ナイターを定時放送）
- 静岡放送◎（2010年度のみNRN土曜ナイターを定時放送。静岡県内で公式戦がある場合は中継することがある）
- 和歌山放送
- 山陽放送※
- 山陰放送※
- 四国放送※・☆
- 西日本放送◎・※
- 南海放送◎・※（2010年度のみNRN土曜ナイターを定時放送。愛媛県内で公式戦がある場合は中継することがある）
- 高知放送※・☆（2015年度までNRN土曜ナイターを定時放送）
- 長崎放送／NBCラジオ佐賀
- 熊本放送◎
- 大分放送◎（2010年度のみNRN土曜ナイターを定時放送）
- 宮崎放送◎（2010年度のオールスターゲーム第2戦のみ、土曜開催ながらもTBS受けで放送した）
- 南日本放送
- 琉球放送◎

2010年度以降のTBSラジオでは、聴取率調査期間に限り、土曜・日曜の放送が組まれることがある。ただし、野球中継をJRN単独としている局が絡まない限りはTBS単独での放送となる（土曜・日曜のRCC・TBCはQR-NRN向けとLF-MBS向けの制作にあたり、全国放送もNRN優先とするため、TBSラジオで中継が組まれた際には技術協力にとどまっている）。この場合、当該時間帯の全国ネット番組である『オトナのためのリクエストプログラム〜オト☆リク』『菊地成孔の粋な夜電波』については、地方局への裏送り分が制作されるか、裏送り専用の特番に差し替えられるかのどちらかとなる。また、『明日へのエール〜ことばにのせて〜』については野球中継を21:00までに完了できない場合、後日振替放送が行われる。
2005年以後、土曜・日曜は夏季開催の屋外球場の一部を除き、かつ巨人戦を含めデーゲーム（薄暮開催を含む）を増やす傾向にあるため、ナイターの試合が1試合もない場合が多くなっていることや、2013年より週末夜のJRNスポンサードネット番組として『明日へのエール〜ことばにのせて〜』が新設されたことから、2010年以後土曜日のみNRNナイターネット受けに切り替えた一部地方局が2011年以後相次いで土曜日の放送も廃止する傾向が強まっている。

## TBSラジオのプロ野球中継からの撤退後の動向（2018年以降）
TBSラジオでは、2018年4月2日（月曜日）から、平日18:00 - 21:00の時間帯で『アフター6ジャンクション』（RHYMESTERの宇多丸がパーソナリティを務める自社制作の生ワイド番組）を新たに放送（JRNナイター参加局の対応については後述）。
その一方で、「Full-Count Live Baseball」（野球専門メディア「Full-Count」のプロ野球速報サイト）に向けて、運営会社のCreative2からNPBのオープン戦・公式戦速報の制作業務を委託。DeNAホームゲーム（本拠地・横浜スタジアム以外の開催分を含む）については、対戦球団の本拠地が放送対象地域内（地方開催分の場合には開催地の地元）にあるJRNナイター参加局が中継を制作する場合の技術協力を継続する。
なお、2018年2月4日と同月11日（いずれも日曜日）の19:00 - 20:00には、TBSラジオによるプロ野球中継の歴史を往年の実況音源や関係者の証言で振り返る特別番組『エキサイトベースボール Forever』を関東ローカルで放送。両日とも、松下がナビゲーターを担当。1970年代までの歴史を取り上げた「Part1」（4日）は毒蝮三太夫や王貞治を、「Part2」（11日）は張本勲・田淵幸一・槙原寛己をそれぞれゲストに招いて放送した。以降も、試合中継を伴わないプロ野球関連の特別番組（当番組に関連する著名人が死去した場合の追悼番組など）を、不定期で放送している。また2021年4月から『石橋貴明のGATE7』というプロ野球専門の情報トーク番組がスタートした。
2019年からは野球中継制作要員のアルバイト募集を再開し、日本シリーズなどでの契約延長も示唆している 。
2021年8月4日には『東京オリンピック野球 準決勝 日本対韓国』（解説：宮本慎也〈NHK解説者〉、実況：熊崎風斗）が、8日には『東京オリンピック野球 決勝 日本対アメリカ』（解説：新井貴浩、実況：山内宏明〈ニッポン放送〉）が各々生中継され、TBSラジオでは4年ぶりとなる野球中継が実施された。

### 中継撤退に伴うJRNナイター参加局の対応
TBSラジオが2017年シーズン限りでプロ野球中継に関する大半の業務から撤退したことに伴って、JRNナイターへ参加してきた（NRNとのクロスネット局を含む）JRN加盟局では、以下のようにプロ野球シーズンの番組編成を大幅に変更。火曜日限定でJRNナイターを編成していたクロスネット局から、火曜日に『アフター6ジャンクション』のネット受け（16局）や自主編成などへ切り替えることによって、プロ野球中継のレギュラー放送を終了する局や、レギュラー放送日を水 - 金曜日（NRNナイター割り当て日）に縮小する局が相次いだ。その結果、JRNナイターをレギュラーで参加する加盟局は、2017年シーズンまでの（TBSを含む）34局から12局にまで減少している。なお『アフター6ジャンクション』は2023年10月から『アフター6ジャンクション2』に改題され放送時間帯が変更（月 - 木曜の22・23時台）されたことから、ネット局では『荻上チキ・Session』のネット受けに切り替えていた。2025年4月改編で『Session』と『アフター6ジャンクション2』の放送時間帯が変更されたことにより、殆どの局が「『Session』を20時まで、『アフター6ジャンクション2』を20時台のみネット」「『Session』のみネット」「『アフター6ジャンクション2』のみネット」のいずれかに切り替えた一方、完全に自主編成に切り替えた局も存在する。
以下では便宜上「JRNナイター」と記述するが、正式なJRNとしてのネットワーク番組ではないため、クロスネットを含むJRN系列局間の個別での番組販売取引の扱いである。
2018年シーズンからは、放送対象地域が関東広域圏（関東地方）に該当するNRNキー局の文化放送とニッポン放送も、ネットワークの垣根を超えてJRNナイターに協力している。
- 『文化放送ライオンズナイター』（平日のプロ野球中継）のメインカードでもある西武戦がJRNナイターの割り当て日に開催される場合には、ホームゲームの中継を対戦球団の本拠地が放送対象地域内にあるJRNナイター参加局向けを別制作にしたり、ビジターゲーム（関東地方以外の球場での開催分）の中継を主催側のJRNナイター参加局制作分のネット受け（または裏送り）で賄ったりすることで対応している。
- 文化放送がNRNナイターの幹事局になる土・日曜日に、関東地方で日本ハム・ソフトバンクのビジターゲームを開催される場合には、北海道放送向けの日本ハム戦中継、RKB毎日放送向けのソフトバンク戦中継を、ニッポン放送が裏送り扱いで制作するか、直接乗りこむか主催球団の公式映像と音声を利用してのオフチューブ実況を行うかのいずれかの方法で自社制作するかのいずれかとしている（前者はRKB毎日放送が、後者は北海道放送が多い）。
- 中日が関東地方でビジターゲームを開催される場合、CBCラジオでは、DeNA主催はTBSラジオ（2022年まで）→現地乗り込みまたは自社スタジオからのオフチューブ実況、巨人主催はRFラジオ日本、西武・ロッテ主催は文化放送（平日）・ニッポン放送（土・日曜）が裏送りおよび局間ネットで制作する（西武・ロッテ主催は乗り込みまたはオフチューブでの自社制作の頻度が高い）。
- JRN・NRNクロスネットかつ1局地域の中国放送では、土・日曜デーゲームは、2022年までのDeNA主催はTBSラジオ、巨人・ロッテ主催と2023年以降のDeNA主催はRFラジオ日本、ヤクルト主催はニッポン放送、西武主催は文化放送と主催球団ごとに制作担当局が分かれることになった。

その他、プロ野球球団の本拠地が放送対象地域にあるJRNナイター参加局の対応については、当該JRNナイター参加局の野球中継の番組の記事を参照。

#### 雨傘番組およびナイトゲーム非開催日の対応
TBSラジオでは、プロ野球中継の放送に加えて、『プロ野球ネットワーク』『プロ野球東西南北』（いずれもJRNナイター参加局向けの雨傘番組）の制作を2017年シーズンで終了した。その影響で、上記の参加局では、JRNナイター割り当て日の雨傘番組（基本として18:00 - 21:00に放送）を自社で賄う編成に移行している。
毎日放送（月・金曜日）
月曜日：自社制作番組のみの通常編成
金曜日：『MBSベースボールパーク番外編』（2017年シーズンまでは主に日曜日のみ放送）
朝日放送ラジオ（火 - 木曜日）
阪神・オリックスのナイトゲームを最初から予定していない場合
『ABCフレッシュアップベースボール』のスタジオバージョン（2017年度ナイターオフ期間の火 - 金曜日夜間に放送された『伊藤史隆のラジオノオト』のスペシャル版「伊藤史隆のラジオノオトVersion」を主に編成）
阪神の（ビジターゲームを含む）ナイトゲームや、オリックスのナイトゲーム（一部の主催試合）が中止になった場合（2018年シーズンからオリックス主催試合以外の予備カードを設定せず）
17:55 - 19:00『武田和歌子のぴたっと。延長戦』（平日夕方の生ワイド番組『武田和歌子のぴたっと。』の拡大版）
19:00 - 21:00『フライング9～ジック!』（月曜以外のナイトゲーム中継日にフィラー扱いの後座番組として扱われる通年編成の音楽番組『9〜ジックナイト!』の拡大版）
北海道放送
『ファイターズDEナイト!スペシャル』（自社制作によるフィラー扱いの後座番組『ファイターズDEナイト!』の拡大版）
CBCラジオ
『ドラ魂ワイド!!』（自社制作によるフィラー扱いの後座番組『ドラ魂ナイト』の拡大版）
NPBで最初からナイトゲームを一切予定していない日や、CBCラジオが放送できないNRN（LF＝SF）独占カードのヤクルト主催の中日戦のみが開催される日に、『大谷ノブ彦のキスドラ』（自社制作番組『大谷ノブ彦のキスころ』のスペシャル版）を放送することがある。
RKB毎日放送
『もっと鬼スポ!花の応援団』（2017年度のナイターオフ期間にも月 - 金曜日の夕方に放送）
中国放送
『RCCカープナイタースペシャル』として、単発の特別番組を放送。自社制作番組と、他局制作番組（LF制作・NRNラインネット向け特別番組や、ナイターオフ編成時にレギュラーで放送しているSTV制作の『MUSIC★J』のスペシャル版の個別ネットなど）の同時ネットを織り交ぜる。
東北放送
火曜日には、自社制作による特別番組を主に放送。NRNナイターが割り当てられる水 - 金曜日には、LFが制作するNRNラインネット向けの特別番組のネット受けを中心に編成する。
なお、2005年から北海道放送・東北放送・RKB毎日放送が毎年持ち回りで制作する『プロ野球三都物語』（プロ野球シーズン開幕直前の特別番組）については、2018年にも3局同時ネットで放送された。

#### その他の参加局
- 琉球放送（AM2局地域である沖縄県内のJRNシングルネット局）
  - 2017年シーズン時点で、火曜日のみJRNナイターを放送。自社の主催によるNPBの公式戦やオープン戦を沖縄県内の球場で実施する場合に、自社制作でローカル向けの中継を放送したほか、県内の公式戦でJRNネット向け[注 76] の中継を制作したこともあった。
  - 2018シーズンから火曜日を自主編成に切り替えるため、プロ野球中継のレギュラー放送から撤退。沖縄県内のAMラジオ局におけるレギュラー放送は、NRNシングルネット局のラジオ沖縄が、2017年シーズンに続いてNRNナイターとして木曜日・金曜日に実施するだけになった。
  - 琉球放送では2010年シーズンから、沖縄セルラースタジアム那覇で毎年1カード（2試合）実施するNPB公式戦を主催するとともに、当該カードをラジオで中継。2018年シーズンにも、6月26日（火曜日）・27日（水曜日）の日本ハム対ソフトバンク戦を主催する関係で、この2試合のみ中継[注 77]。
- AM1局地域[注 78] で、2010年シーズンから2017年シーズンまで、火曜日にのみJRNナイターを放送してきたNRNとのクロスネット局
  - 大分放送・長崎放送[注 79]・熊本放送・南日本放送
    - 火曜日には、2017年シーズンと同じく、ソフトバンク戦をメインカードとして、JRN加盟局であるRKB毎日放送制作分中継のネット受けで対応する[注 80]。火曜日における予備カードのネットワークも、RKB毎日放送に準拠。レインコート番組も、火曜日のみ、同局制作の『もっと鬼スポ!花の応援団』を充てる。
      - 南日本放送の放送対象地域である鹿児島県の鹿児島県営鴨池球場では、5月15日（火曜日）・16日（水曜日）にヤクルト対巨人戦を開催[注 81]。両日ともニッポン放送がNRNナイター扱いで当該カードの中継を制作したが、南日本放送では、5月15日に関しては東北放送が制作する楽天対ソフトバンク戦（楽天生命パーク）中継のネット受け[注 82] を優先した。
      - 6月4日(火曜日)には、RKB毎日放送で中継できないヤクルト対ソフトバンク戦（神宮）が開催されたため、同局ではRFラジオ日本が制作する巨人対楽天戦中継（東京ドーム）のネット受けを実施。大分放送・長崎放送・熊本放送・南日本放送および、後述する山口放送もRKB毎日放送に準拠した。
      - 南日本放送では2023年度をもって火 - 木曜日の中継を取りやめ、火曜日は『荻上チキ・Session』の同時ネット（月曜にもネット受け）、水・木曜日は自主編成に充てる。

  - 山口放送
    - 火曜日には、九州以外の地域のAM局では初めて、メインカードをソフトバンク戦に変更。JRN加盟局であるRKB毎日放送制作分中継のネット受けへ切り替えることによって、大分放送・長崎放送・熊本放送・南日本放送と共通の中継体制へ移行する。火曜日におけるレインコート番組（『もっと鬼スポ!花の応援団』）や予備カードのネットワークも、RKB毎日放送に準拠。

  - 静岡放送
    - 2018年は、中国放送と同様に、火曜日の中継枠をNRNナイターに切り替えたうえで、平日の中継をNRNナイターに統一したが、2019年からは火曜の中継枠で自社制作番組を放送する。

  - 青森放送・秋田放送・IBC岩手放送・山形放送・ラジオ福島
    - 楽天が宮城県（東北放送の放送対象地域）以外で定期的にホームゲームを開催する東北他県のクロスネット局。2018年シーズンには、青森（青森放送の放送対象地域）・山形（山形放送の放送対象地域）・福島（ラジオ福島の放送対象地域）県内の球場で、ホームゲームを1試合ずつ開催。なお通常編成時の火曜日には、5局ともJRN/NRNナイターではなく『アフター6ジャンクション』のネット受けを実施する（山形放送では月曜日にもネット受けで放送）。
    - 楽天ホームゲームを開催する3県のうち水曜日に開催される予定だった福島（ただし雨天により中止）を除く青森・山形では火曜日に試合が開催された。
    - 青森放送の放送対象地域内にある弘前はるか夢球場では、7月3日（火曜日）に楽天主催の一軍公式戦（対ソフトバンク戦）が開催されたが、青森放送は『アフター6ジャンクション』を休止し、JRNラインで中継を行った（東北放送制作でRKB毎日放送・山口放送・長崎放送・熊本放送・大分放送・南日本放送にもネット）[注 83]。
    - 山形放送の放送対象地域内にある山形市のきらやかスタジアムでは、7月10日（火曜日）に楽天主催の一軍公式戦（対オリックス戦）を初めて開催するが、山形放送では中継を放送せず通常編成で対応した。

  - 新潟放送・北日本放送・福井放送・信越放送・山陽放送[注 78]・宮崎放送
    - 火曜日には、JRN/NRNナイターではなく『アフター6ジャンクション』のネット受けを実施する（北日本放送・信越放送では月曜日にもネット受けで放送。宮崎放送は2020年度、新潟放送は2022年度から月曜日にもネット受けを開始）。
      - 新潟放送：DeNA対巨人戦（4月17日：ハードオフ新潟、TBSラジオ制作による裏送り方式で『アフター6ジャンクション』を休止（雨傘番組扱いに変更）した上で新潟ローカル向けに放送[注 84]）
      - 信越放送の放送対象地域である長野県内では、4月24日（火曜日）に長野オリンピックスタジアムで巨人対中日戦を開催したが、信越放送ではいずれの中継も放送せず、通常編成で対応した。
      - 福井放送の放送対象地域の福井県内にある福井県営球場で5月8日（火曜日）に開催された中日対ヤクルト戦を開催したが、福井放送ではいずれの中継も放送せず、通常編成で対応した。
      - 北日本放送の放送対象地域である富山県内の富山アルペンスタジアムでは、5月15日（火曜日）にロッテ対オリックス戦を開催したが、北日本放送では通常編成で対応した。その後2024年5月14日（火曜日）に開催された巨人対DeNA戦と2025年5月27日（火曜日）に開催された巨人対広島戦ではニッポン放送からのネット受けで放送している。
      - 山陽放送の放送対象地域である岡山県内の倉敷マスカット球場では、7月24日（火曜日）に巨人対ヤクルト戦を開催[注 85]したが、山陽放送では通常編成で対応した。その後2023年をもって水曜・木曜のナイター中継を取りやめ、19・20時台に自社制作番組を編成している。
      - 宮崎放送の放送対象地域である宮崎県内の宮崎サンマリンスタジアムでは、8月28日（火曜日）にオリックス対日本ハム戦を開催したが、宮崎放送では通常編成で対応した。

- - 北陸放送・和歌山放送[注 86]・山陰放送・四国放送・高知放送
    - 火曜日には、JRN/NRNナイターを放送せず、2017年までの中継枠の一部を『アフター6ジャンクション』のネット受け枠に充てる（北陸放送・山陰放送では月曜日にもネット受けで放送）。
    - 和歌山放送は2023年をもって水・木曜日のナイター中継を廃止、野球とは関係ない音楽番組を中心とした自主編成に切り替え。
    - 四国放送は火曜日に、2023年まで『アフター6ジャンクション』、2024年に『Session』の同時ネットを行っていたが、2025年度から自主編成に切り替え。

  - 南海放送
    - 火曜日および、2017年シーズンまでNRNナイターを編成していた金曜日には、JRN/NRNナイターや『アフター6ジャンクション』ではなく、自社制作番組を放送する。なお2019年から水・木曜日の中継を廃止する代わりに金曜のNRNナイターの編成を復活させている。
    - 2018年シーズンには、放送対象地域（愛媛県）内の松山坊っちゃんスタジアムで、4月24日（火曜日）・25日（水曜日）にヤクルト対阪神戦[注 87] の開催を予定していた。南海放送では24日は、当初から中継枠を設けず、通常の自主編成で対応した（実際には雨天で中止）[注 88]。

  - 山梨放送・西日本放送[注 78]
    - 火曜日には、JRN/NRNナイターや『アフター6ジャンクション』を放送せず、2017年までの中継枠を自主編成枠へ切り替える（西日本放送は2019年度から2023年度までの火曜20時台は『アフター6ジャンクション』）。

### オールスターゲーム・クライマックスシリーズ・日本シリーズの対応
2018年シーズンには以下のスケジュールが組まれている。
- フレッシュオールスターゲーム
  - 青森放送の放送対象地域内にある弘前はるか夢球場で7月12日＝木曜日に開催
    - 東北放送が裏送りでJRN系列局向け中継の制作を担当。（北海道放送・RKB毎日放送のみネット）[注 89]
- オールスターゲーム
  - 第1戦（京セラドーム大阪で7月13日＝金曜日に開催）
    - JRNナイターの割り当て対象曜日であることから、毎日放送がJRN系列局向け中継の制作を担当[注 90]。

  - 第2戦（熊本放送の放送対象地域内にあるリブワーク藤崎台球場で7月14日＝土曜日に開催）
    - ニッポン放送が制作を担当する毎日放送との2局ネットの中継をJRN系列局がネット受けし放送[注 91]。
- クライマックスシリーズ（セ・パ両リーグとも）
- 日本シリーズ